# Plataforma EMP2 PSA
La EMP2 (Efficient Modular Platform) es una plataforma de automóvil que ha sido desarrollada por PSA Peugeot Citroën para automóviles compactos y medianos con tracción delantera o tracción en las cuatro ruedas y motor transversal. Reemplaza las plataformas PF2 y PF3 en una plataforma modular combinada, y su desarrollo costó 630 millones de euros.

## Especificación
La nueva plataforma es altamente modular, con una opción de distancia entre ejes corta y larga, altura de conducción baja o alta, y una opción de  multibrazo independiente o  trenzado- viga suspensión trasera. En comparación con la predecesora  PF2, la plataforma reduce el peso en 70 kg utilizando acero de muy alta resistencia, aleaciones de aluminio y magnesio y materiales compuestos.
Los primeros vehículos en utilizar la plataforma son el Peugeot 308 (segunda generación) de 2013 y el Citroën C4 Picasso (segunda generación).
PSA Peugeot Citroën y General Motors planearon utilizar la plataforma EMP2 para varios vehículos, desarrollada bajo la alianza de corta duración PSA-GM.
En marzo de 2017, PSA acordó comprar Vauxhall/Opel a General Motors. Se espera que PSA traslade muchos, si no todos los modelos de Opel de sus antiguas plataformas de GM a las plataformas EMP1 y EMP2 de PSA para superar los límites geográficos de ventas especificados en GM-Peugeot para automóviles que todavía utilizan tecnología de GM y para reducir los costos de materiales mediante economía de escala.
Para automóviles subcompactos y compactos, PSA usa su plataforma PSA EMP1 más pequeña, también llamada CMP..
La iteración posterior del EMP2 tiene un grado de flexibilidad que permite cuatro anchos de vía diferentes, cinco distancias entre ejes diferentes, dos arquitecturas de cabina diferentes, dos arquitecturas de eje trasero, varios módulos de vehículos traseros para varias versiones (corta, larga, cinco o siete plazas). , asientos individuales o banco trasero, motor de combustión o híbrido), y hasta seis conjuntos de vehículos traseros diferentes, que se pueden producir en la misma línea de montaje.

## Producción
PSA inicia la producción de la plataforma EMP2 en la planta de Vigo (en España), bajo el Citroën C4 Picasso de 2013, presentada previamente en el prototipo Technospace, y el Peugeot 308 de 2013, que ambos se producen en la planta de Sochaux en Francia.

## Vehículos basados en la plataforma EMP2
| Fabricante             | Modelo                         | Imagen     | Período     | Segmento                     | Carrocería(s)                                                                         | Línea de ensamblaje                                                           |
| ---------------------- | ------------------------------ | ---------- | ----------- | ---------------------------- | ------------------------------------------------------------------------------------- | ----------------------------------------------------------------------------- |
| Citroën                | C4 Picasso II/C4 Spacetourer   |            | 2013 - 2021 | Monovolumen                  | C4 Picasso/C4 Spacetourer (5 seater) Grand C4 Picasso/Grand C4 Spacetourer (7 seater) | Stellantis Vigo                                                               |
| Citroën                | C5 Aircross                    |            | 2017 -      | SUV familiar                 | SUV                                                                                   | Stellantis Rennes, Fábrica de Wuhan, China, Dongfeng-PSA                      |
| Citroën                | C5 X                           |            | 2022 -      | Tamaño medio (D)             | Station wagon                                                                         | Fábrica de Chengdu, China, Dongfeng-PSA                                       |
| Citroën                | C6 II                          |            | 2016 -      | Tamaño mediano ejecutivo (E) | Sedán                                                                                 | Fábrica de Wuhan, China, Dongfeng-PSA                                         |
| Citroën                | Berlingo III                   |            | 2018 -      | Monovolumen                  | Furgoneta Monovolumen                                                                 | Stellantis Vigo Stellantis Mangualde                                          |
| Citroën                | Jumpy III/Dispatch Spacetourer |            | 2016 -      | Monovolumen                  | Furgoneta Monovolumen                                                                 | Stellantis Valenciennes                                                       |
| Dongfeng Fengshen      | A9                             |            | 2016 - 2019 | Tamaño mediano ejecutivo (E) | Sedán                                                                                 | Fábrica de Wuhan, China, Dongfeng-PSA                                         |
| DS Automobiles         | DS 7 Crossback                 |            | 2017 -      | SUV familiar                 | SUV                                                                                   | Stellantis Mulhouse                                                           |
| DS Automobiles         | DS 9                           |            | 2020 -      | Tamaño mediano ejecutivo (E) | Sedán                                                                                 | Shenzhen (Changan PSA)                                                        |
| DS Automobiles         | DS 4                           |            | 2021 -      | Compacto (C)                 | Hatchback                                                                             | Factoría Stellantis Rüsselsheim, Rüsselsheim                                  |
| Fiat/Fiat Professional | Doblò                          |            | 2022 -      | Monovolumen                  | Furgoneta Monovolumen                                                                 | Stellantis Vigo Stellantis Mangualde                                          |
| Fiat/Fiat Professional | Scudo Ulysse                   |            | 2022 -      | Monovolumen                  | Furgoneta Monovolumen                                                                 | Stellantis Valenciennes Plant                                                 |
| Opel/Vauxhall          | Grandland X                    | sans_cadre | 2017 -      | SUV compacto                 | SUV                                                                                   | Stellantis Sochaux Opel Eisenach                                              |
| Opel/Vauxhall          | Astra L                        |            | 2022 -      | Compact car (C)              | Hatchback station wagon                                                               | Stellantis Rüsselsheim Plant, Rüsselsheim                                     |
| Opel/Vauxhall          | Combo E                        |            | 2018 -      | Monovolumen                  | Furgoneta Monovolumen                                                                 | Stellantis Vigo Stellantis Mangualde                                          |
| Opel/Vauxhall          | Vivaro Zafira Life             |            | 2019 -      | Monovolumen                  | Furgoneta Monovolumen                                                                 | Stellantis Valenciennes Stellantis Luton                                      |
| Peugeot                | 308 II                         |            | 2013 - 2022 | Familiar pequeño (C)         | Hatchback station wagon                                                               | Stellantis Mulhouse                                                           |
| Peugeot                | 308 III                        |            | 2022 -      | Familiar pequeño (C)         | Hatchback station wagon                                                               | Stellantis Mulhouse                                                           |
| Peugeot                | 408 II                         |            | 2014 -      | Familiar pequeño (C)         | Sedán                                                                                 | Planta de Kulim, Malasia, Naza Wuhan plant, China, Dongfeng-PSA               |
| Peugeot                | 508 II                         |            | 2018 -      | Tamaño mediano (D)           | Sedán familiar                                                                        | Stellantis Mulhouse Fábrica de Wihan, China Dongfeng-PSA                      |
| Peugeot                | 3008 II                        |            | 2016 -      | SUV compacto                 | SUV                                                                                   | Stellantis Sochaux                                                            |
| Peugeot                | 4008 II                        |            | 2016 -      | SUV compacto                 | SUV                                                                                   | Chengdu plant, China Dongfeng-PSA                                             |
| Peugeot                | 5008 II                        |            | 2017 -      | SUV familiar                 | SUV                                                                                   | Fábrica Rennes de Stellantis, Francia, Fábrica de Chengdu, China Dongfeng-PSA |
| Peugeot                | Partner/Rifter                 |            | 2018 -      | Monovolumen                  | Furgón panelado Minivan                                                               | Stellantis Vigo Stellantis Mangualde                                          |
| Peugeot                | Expert Traveller               |            | 2016 -      | Monovolumen                  | Furgón panelado Minivan                                                               | Stellantis Valenciennes                                                       |
| Toyota                 | ProAce City                    |            | 2018 -      | Monovolumen                  | Furgón panelado Minivan                                                               | Stellantis Vigo Stellantis Mangualde                                          |
| Toyota                 | ProAce ProAce Verso            |            | 2016 -      | Monovolumen                  | Furgón panelado Minivan                                                               | Stellantis Valenciennes                                                       |

### Modelos iniciales
- Dongfeng Fengshen A9 (2016-2019)
- Peugeot 308 II (2013-2021)

Versiones de la plataforma EMP2

### EMP2 V1
El EMP2 V1 es la primera iteración de la plataforma EMP2, que debutó en 2013 con el Citroën C4 Picasso de segunda generación y el Peugeot 308 de segunda generación.
- Citroën C4 Picasso/Spacetourer II (3D, 2013–2020)[10]
- Citroën Grand C4 Picasso/Spacetourer II (3A/3E, 2013–2022)[10]
- Citroën C6 II (X81, 2016–actualidad)[11]
- Dongfeng Fengshen/Aeolus A9 (2016–2019)[12]
- Peugeot 308 II (T9, 2013–2021)
- Peugeot 408 II (T9, 2014–actualidad)

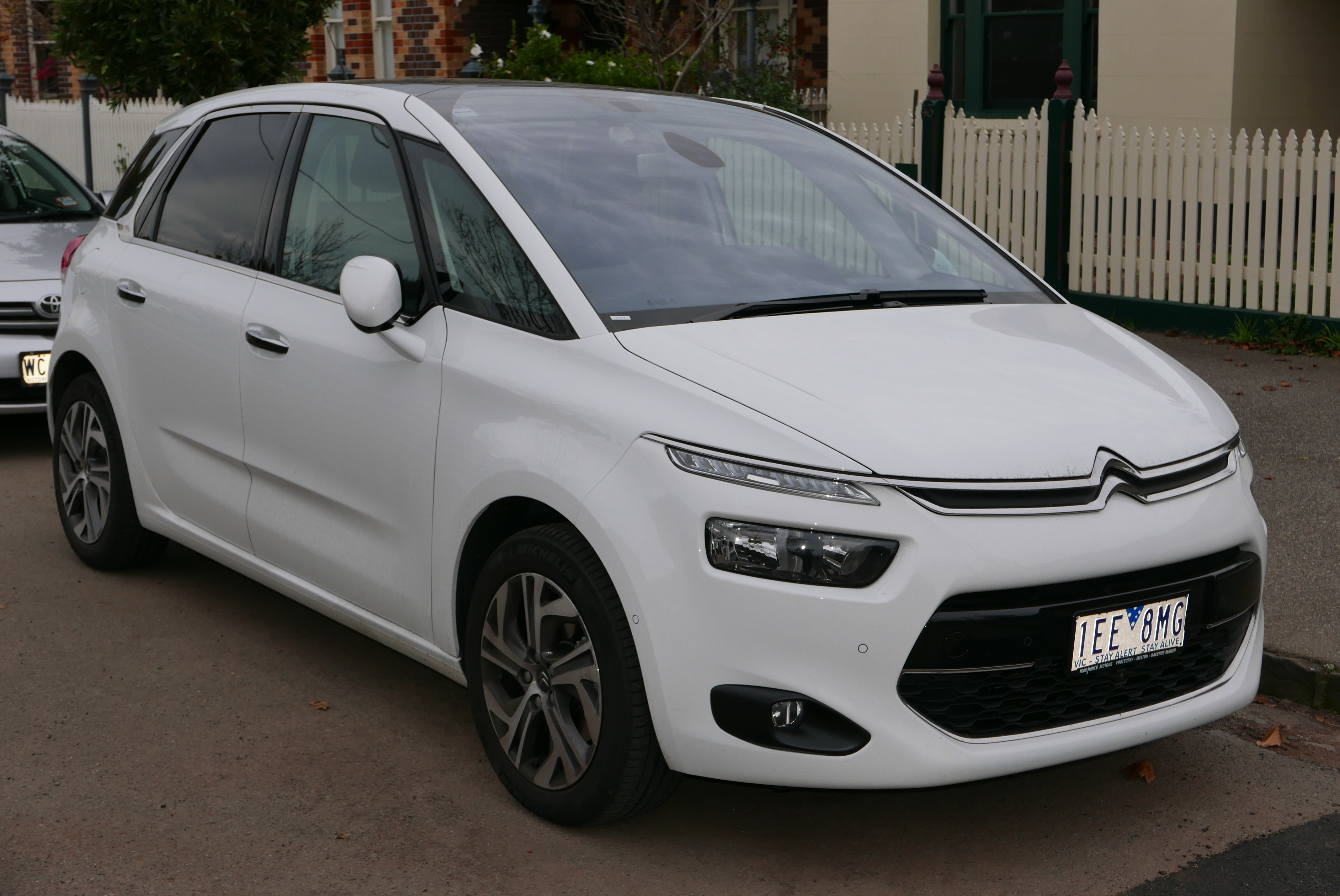
Citroën C4 Picasso/Spacetourer
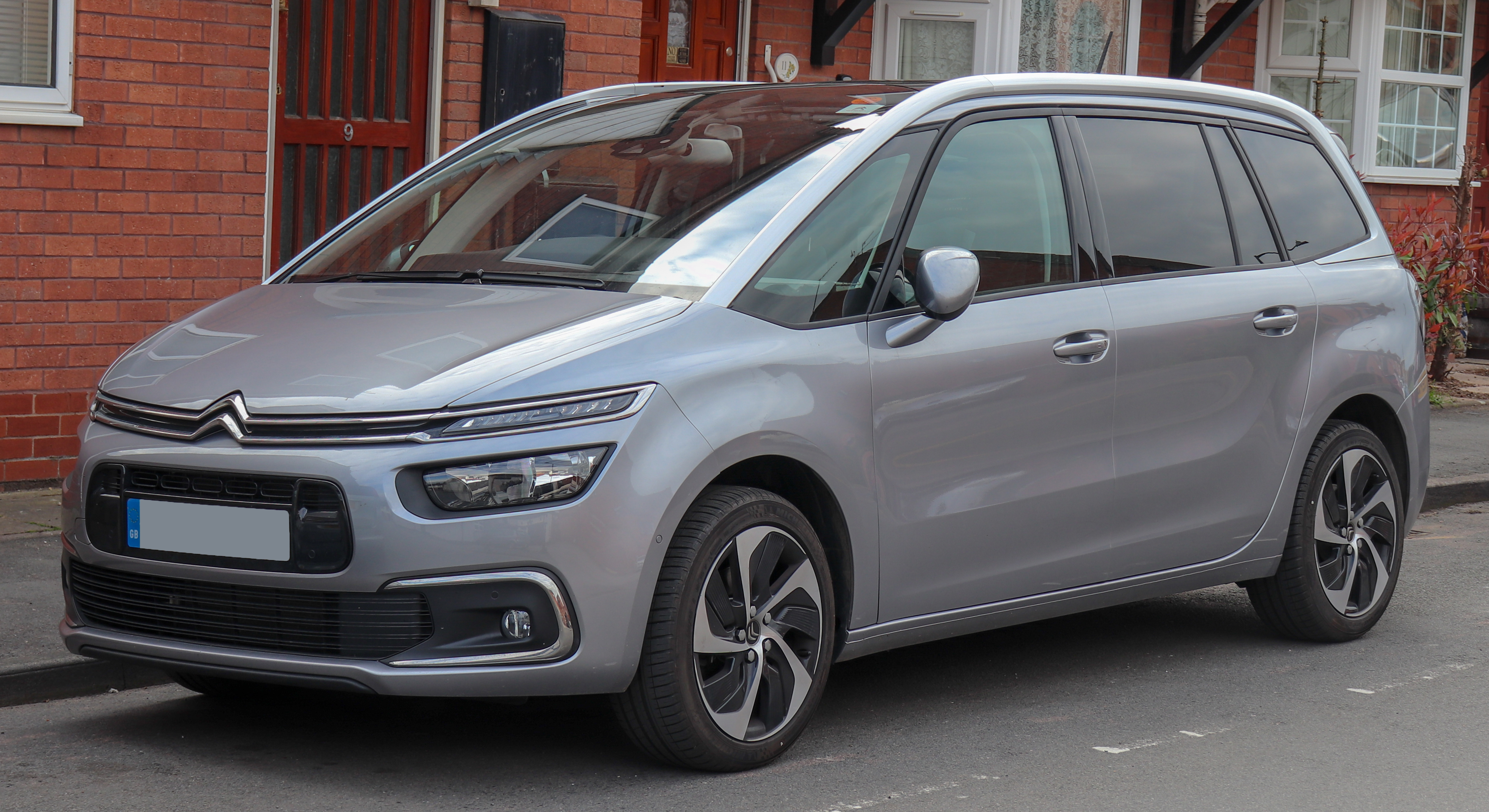
Citroën Grand C4 Picasso/Spacetourer
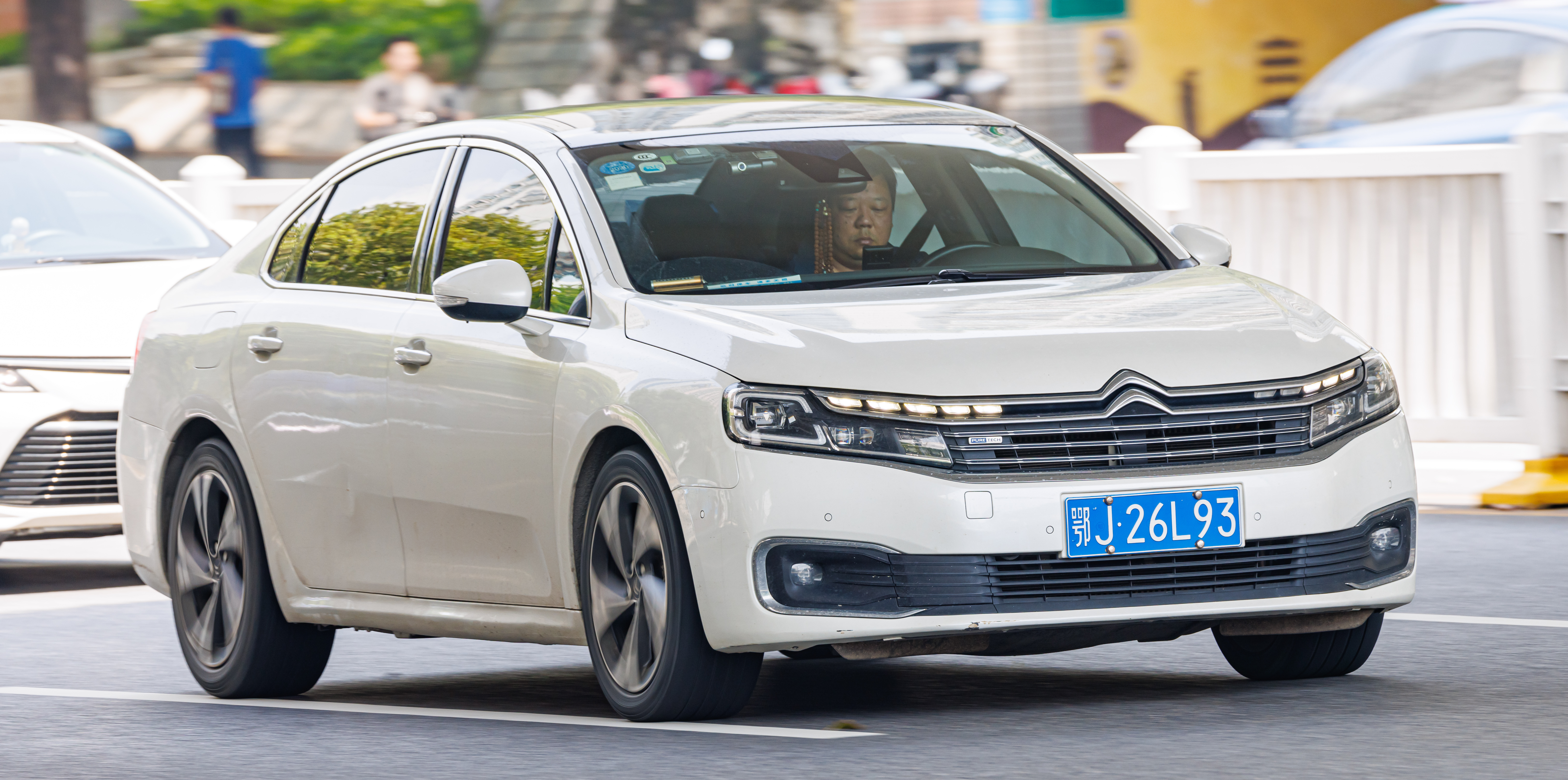
Citroën C6 II
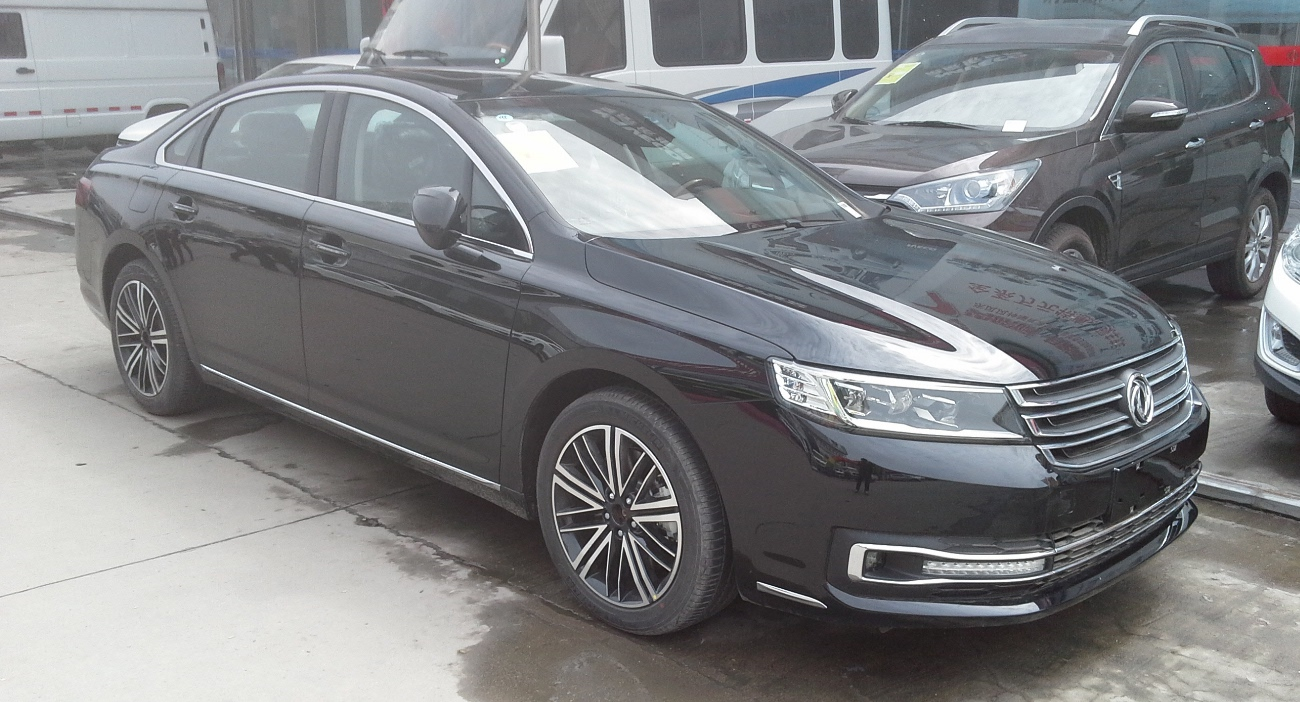
Dongfeng Fengshen/Aeolus A9
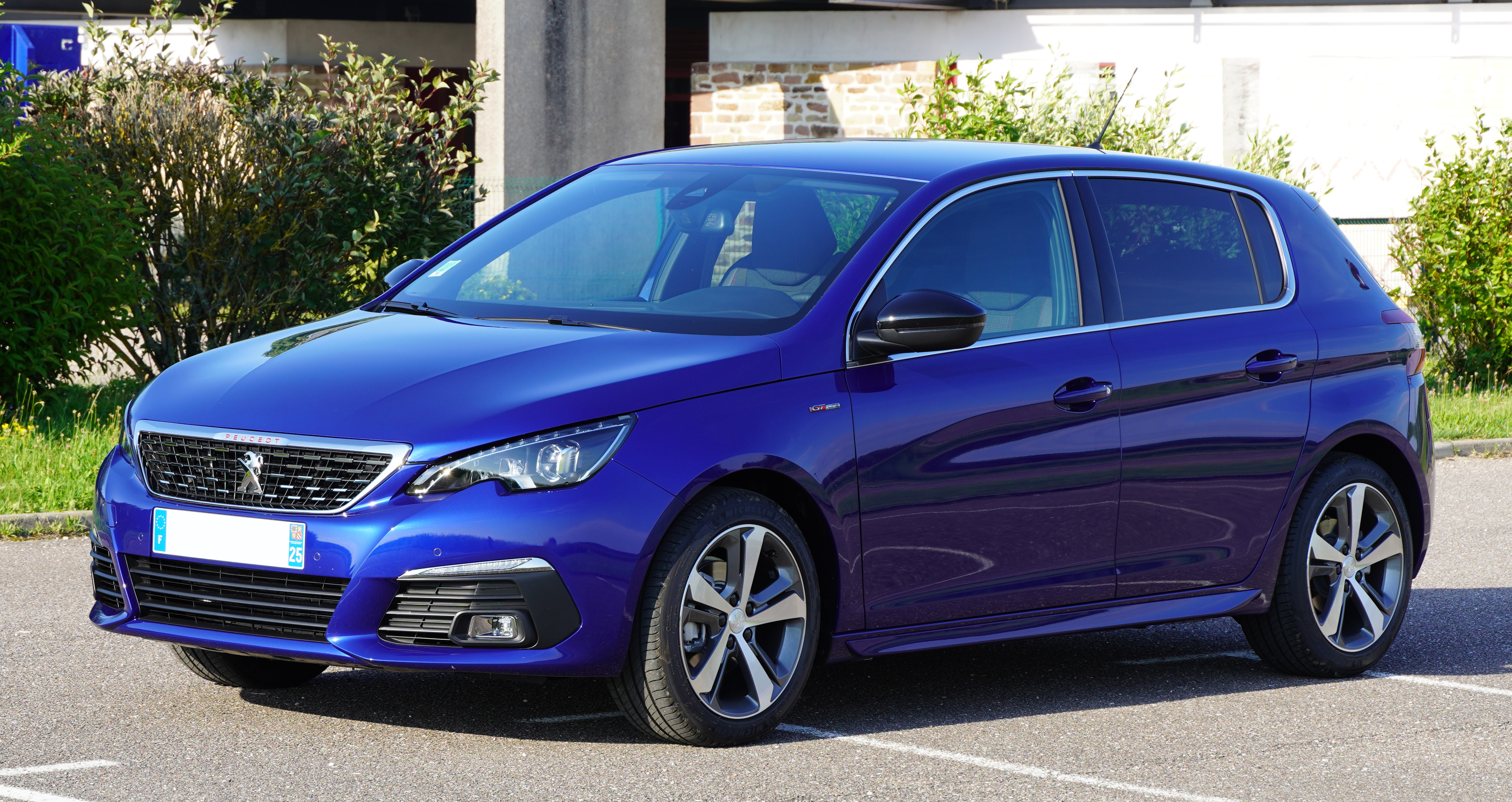
Peugeot 308 II
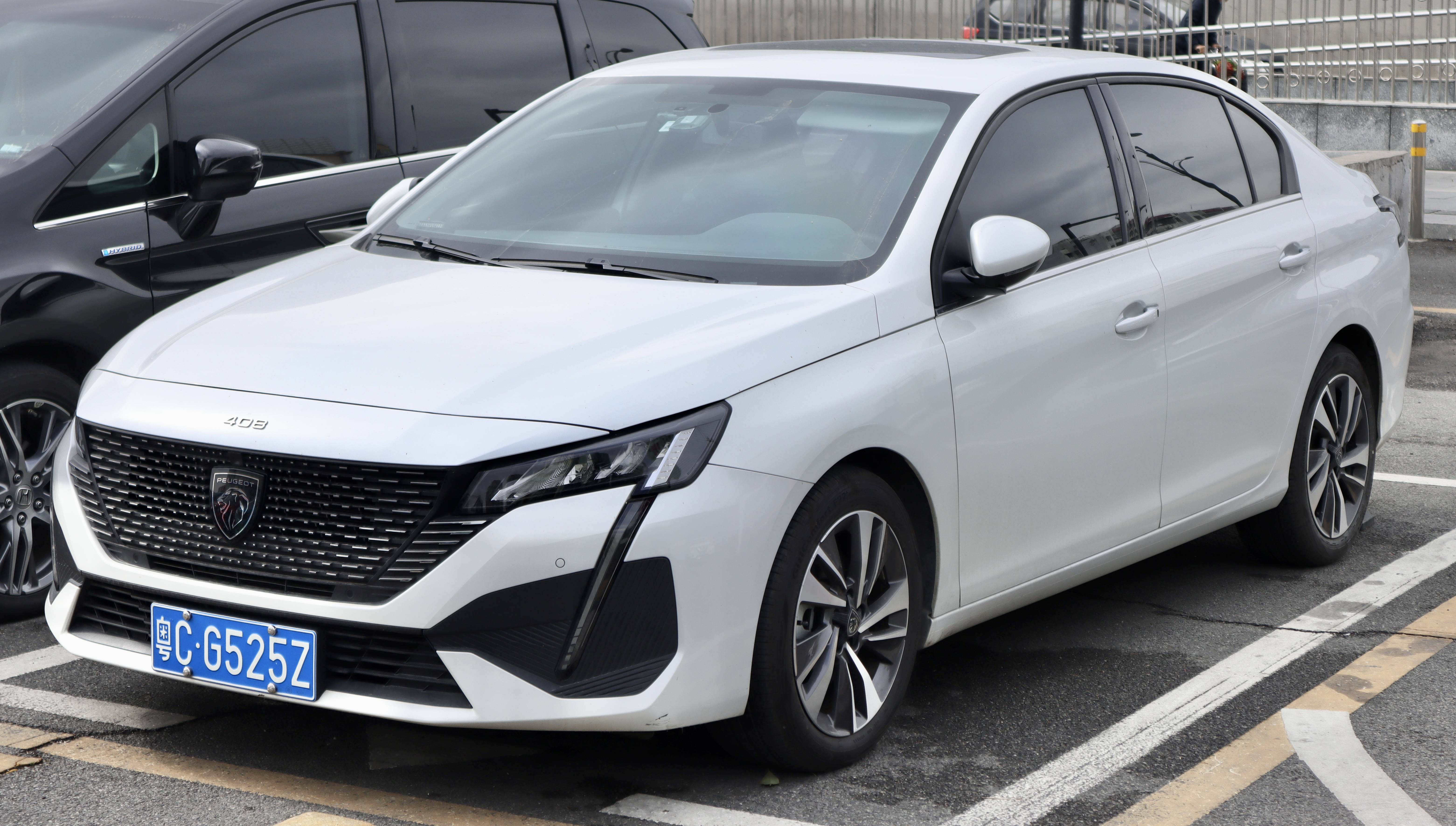
Peugeot 408 II

### EMP2 V2
El EMP2 V2 es la segunda iteración de la plataforma EMP2, que debutó en 2016. El V2 es compatible con sistemas de propulsión híbridos suaves e híbridos enchufables.

#### V2.1
- Citroën C5 Aircross (2017–actualidad)[14]
- DS 7 Crossback (X74, 2017–actualidad)
- Opel Grandland (2017–actualidad)[14]
- Peugeot 3008/4008 II (P84, 2017–actualidad)[14]
- Peugeot 5008 II (T87, 2017–actualidad)[14]

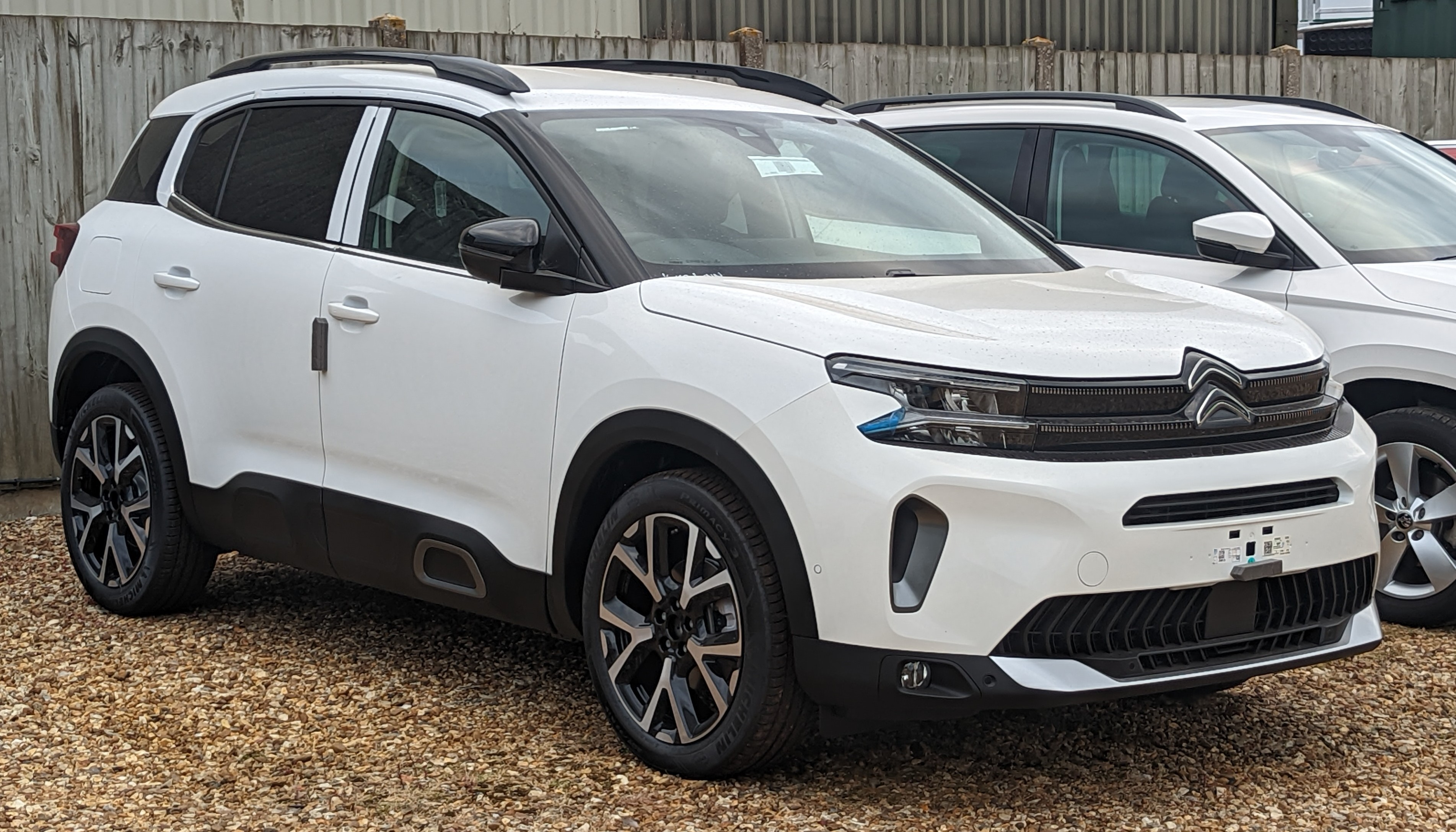
Citroën C5 Aircross
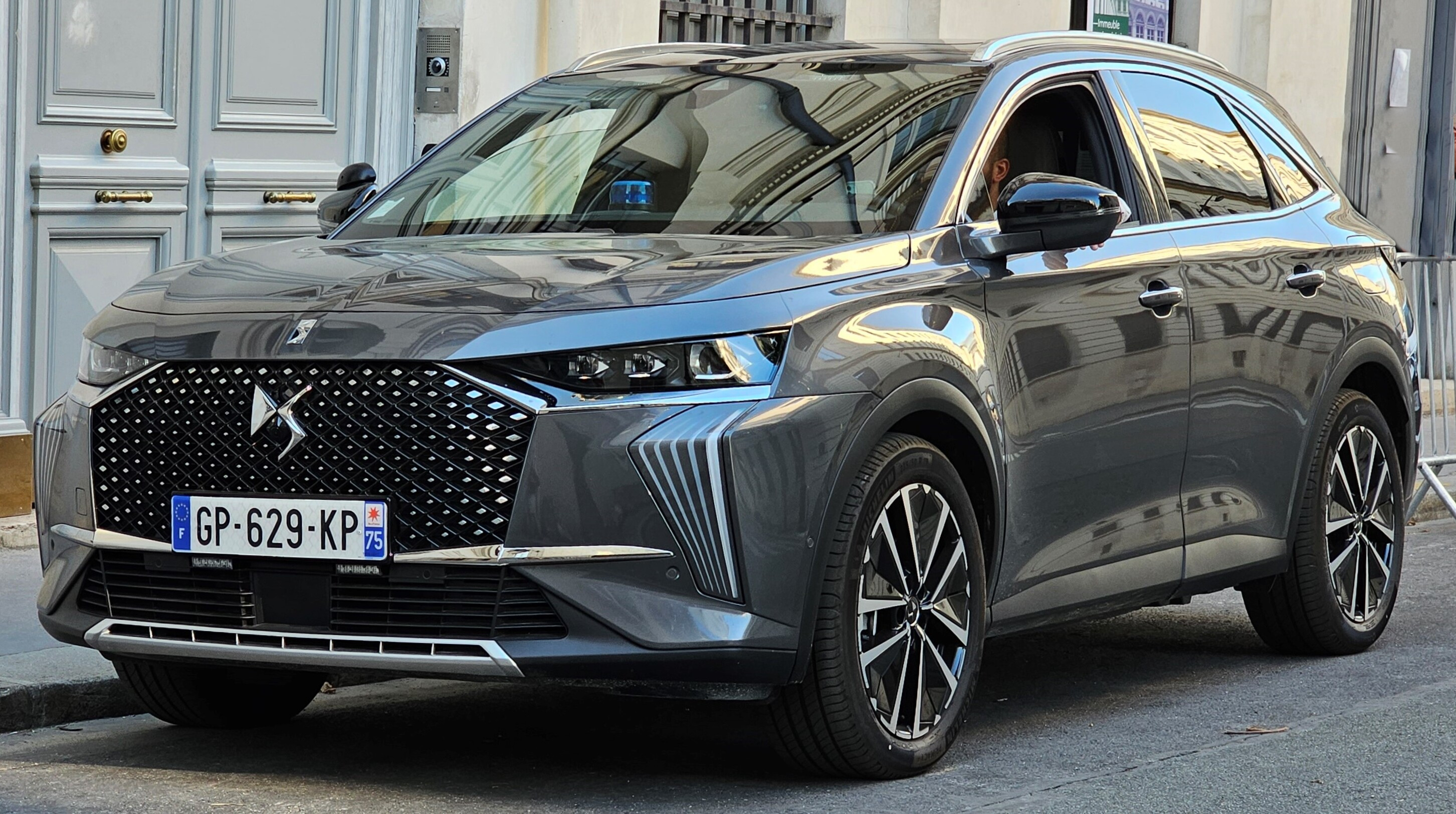
DS 7 Crossback
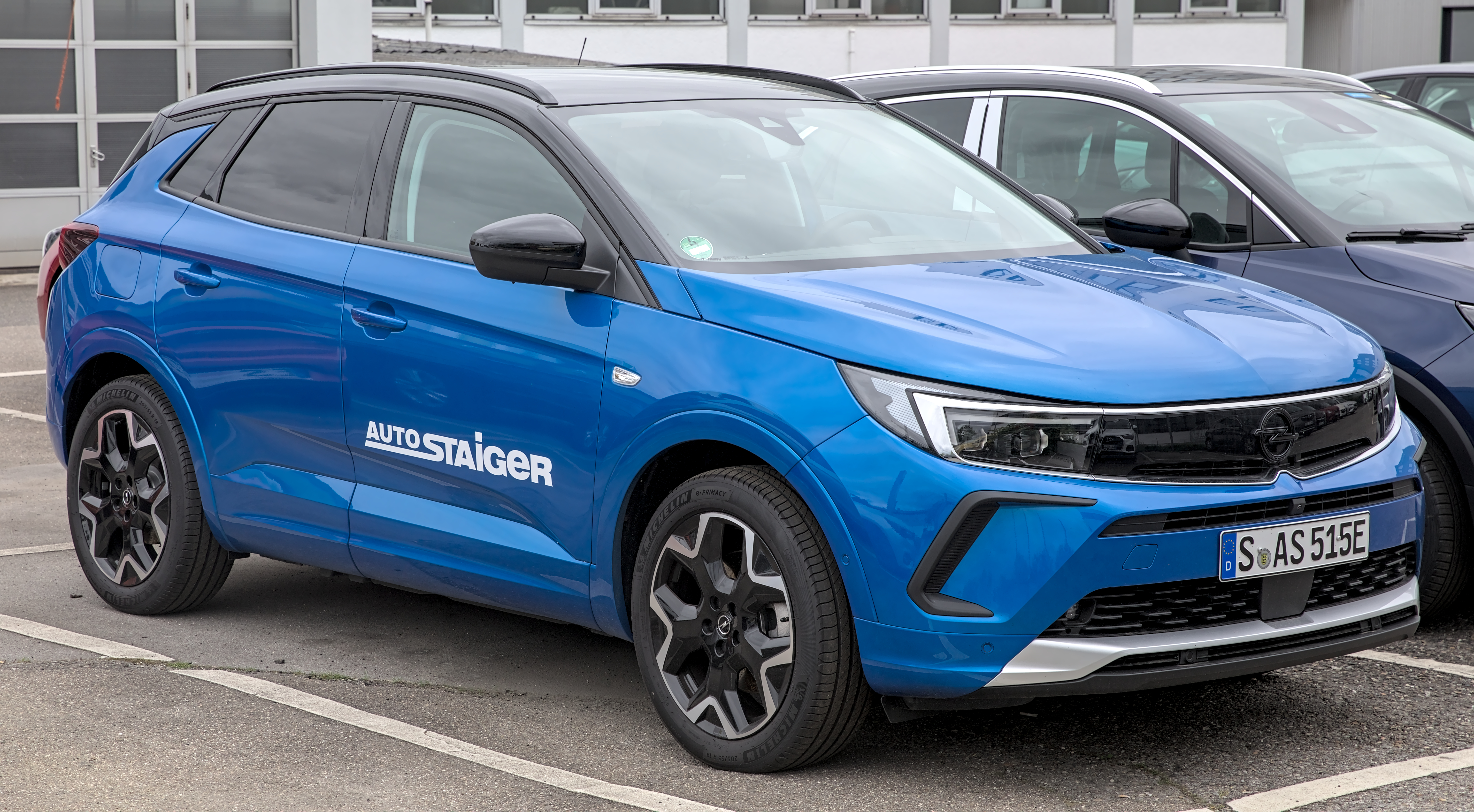
Opel Grandland
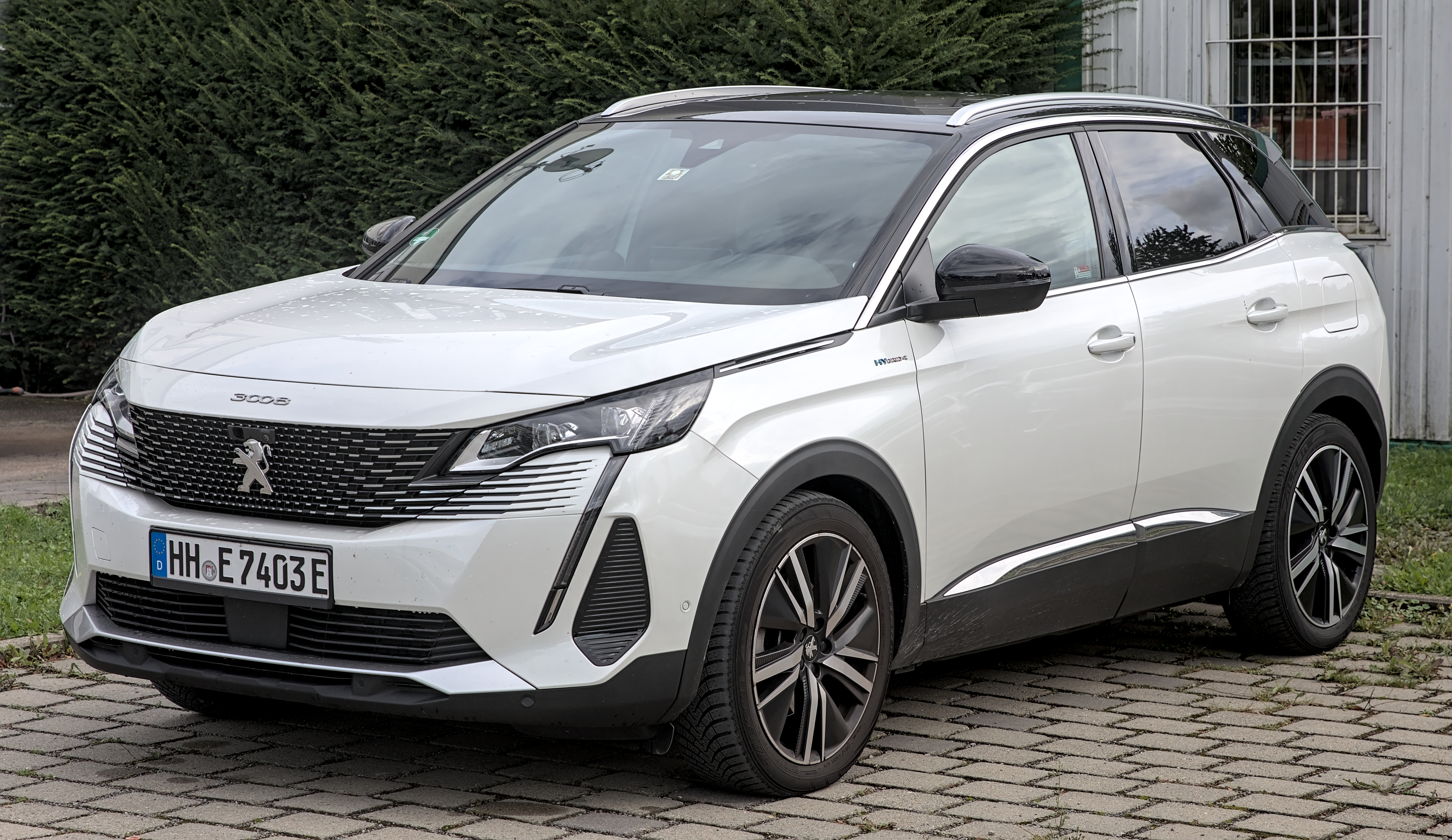
Peugeot 3008/4008 II
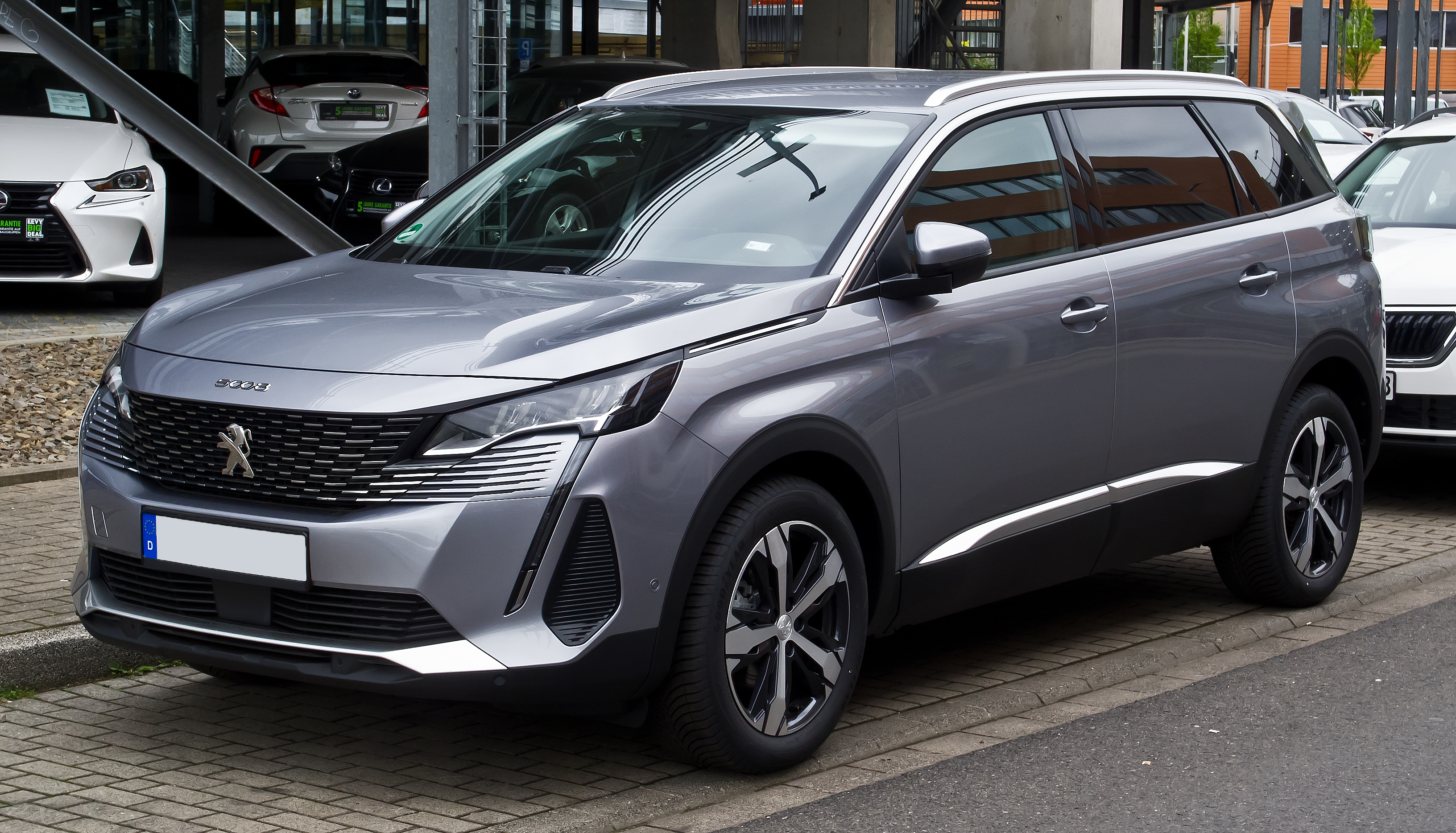
Peugeot 5008 II

#### V2.3
- DS 9 (X83, 2020–actualidad)[15]
- Peugeot 508 II (R82/R83, 2018–actualidad)[16]

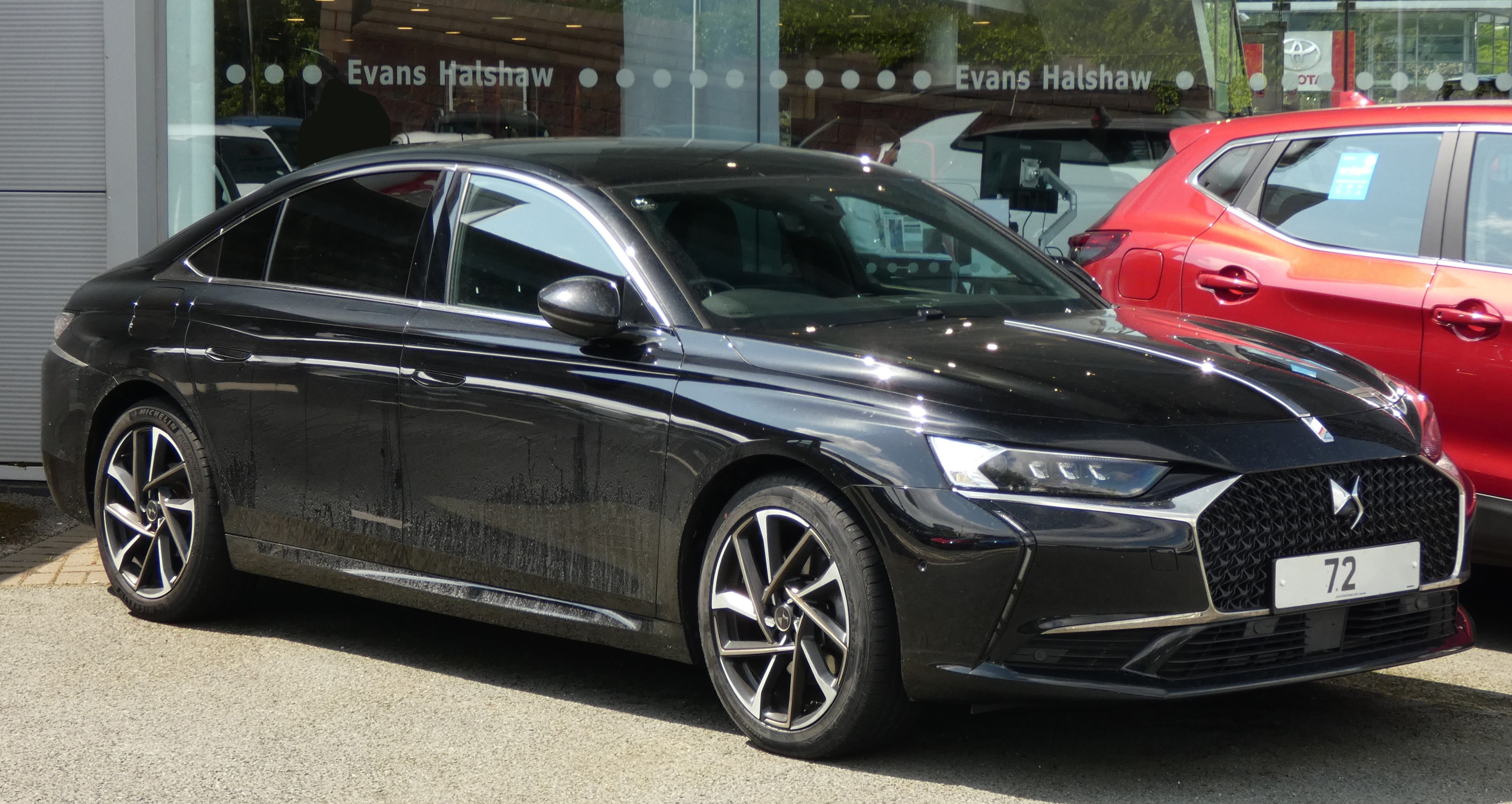
DS 9
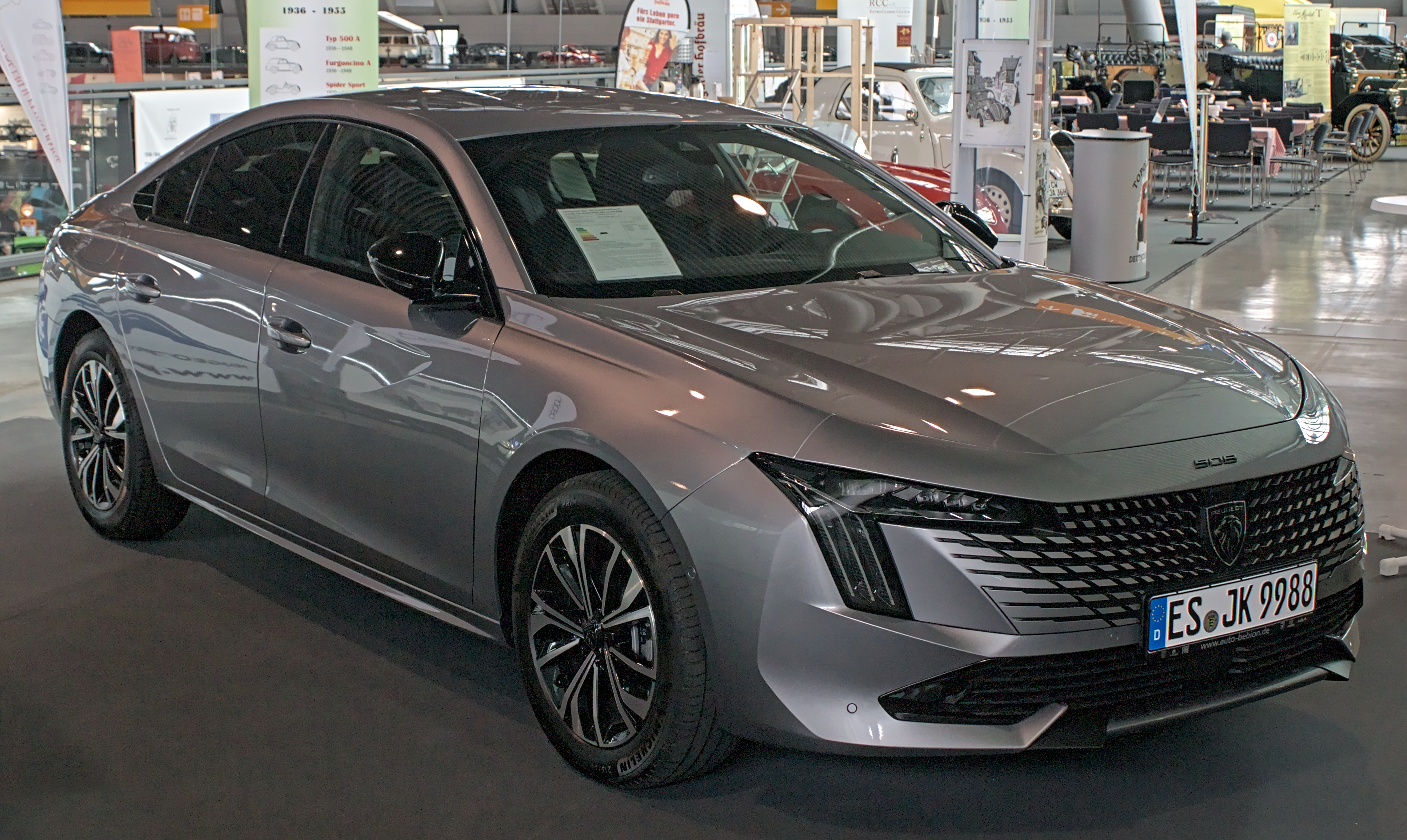
Peugeot 508 II

### EMP2 V3
El EMP2 V3 es la tercera iteración de la plataforma EMP2, que debutó con el DS 4 de segunda generación. La plataforma mejorada introdujo un 70 por ciento de componentes nuevos en comparación con la iteración anterior. Admite sistemas de propulsión de híbridos suaves, híbridos enchufables y eléctricos de batería.
- Citroën C5 X (E43, 2022–actualidad)[20]
- DS 4 II (D41, 2021–actualidad)[17]
- Opel Astra L (OV51/OV52, 2022–actualidad)[17]
- Peugeot 308 III (P51/P52, 2022–actualidad)[21]
- Peugeot 408 (P54, 2022–actualidad)[20]

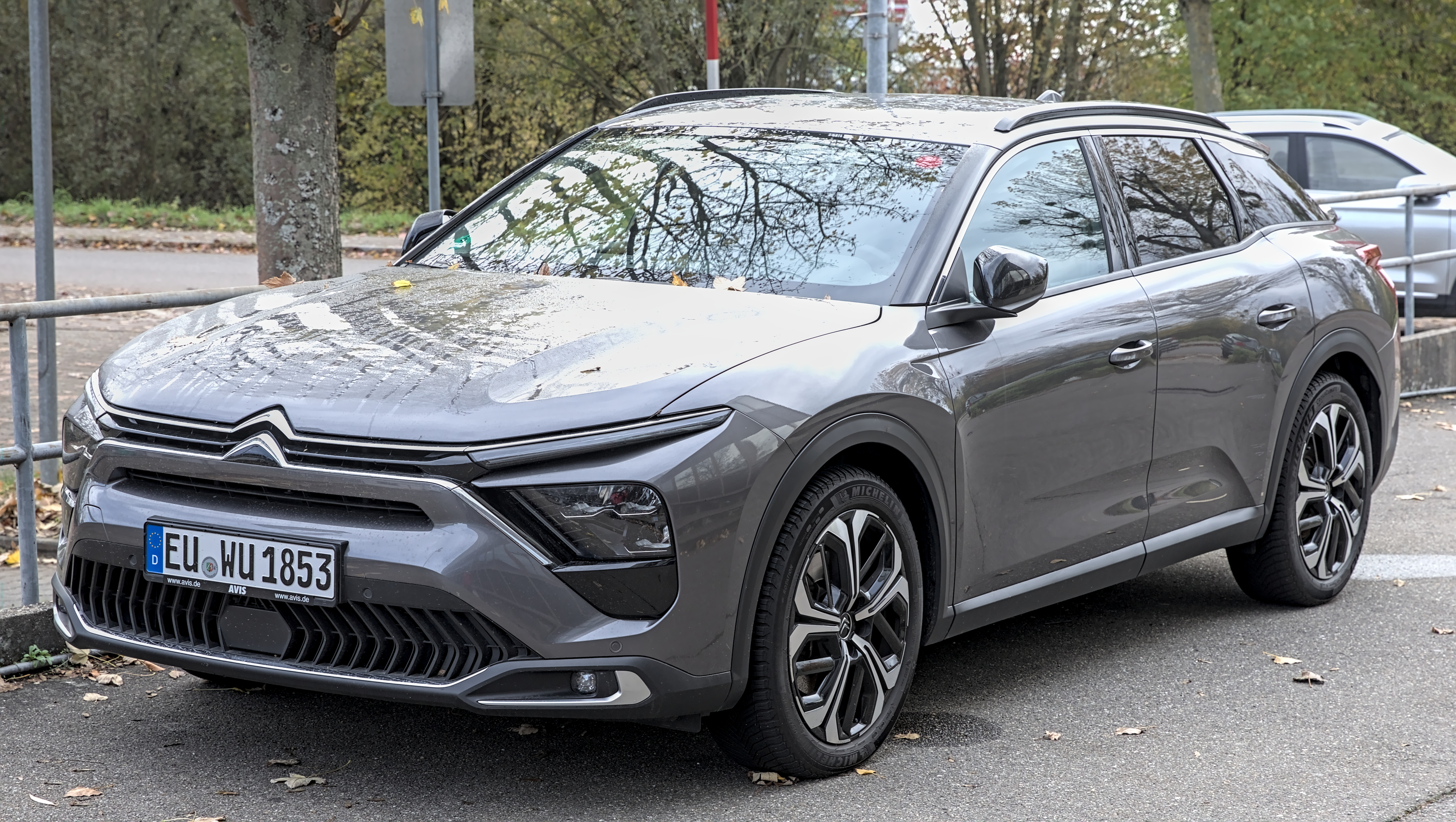
Citroën C5 X
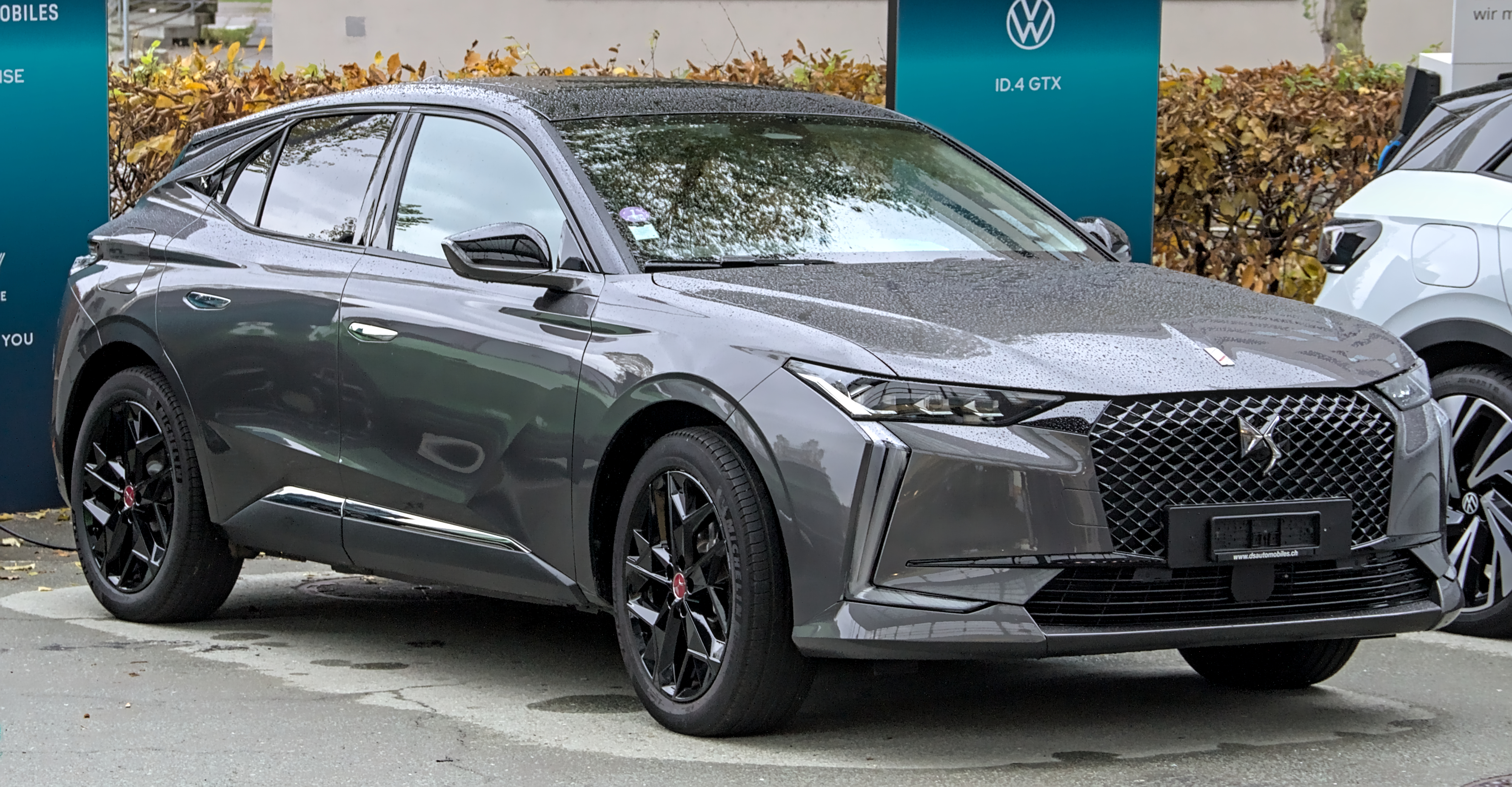
DS N°4
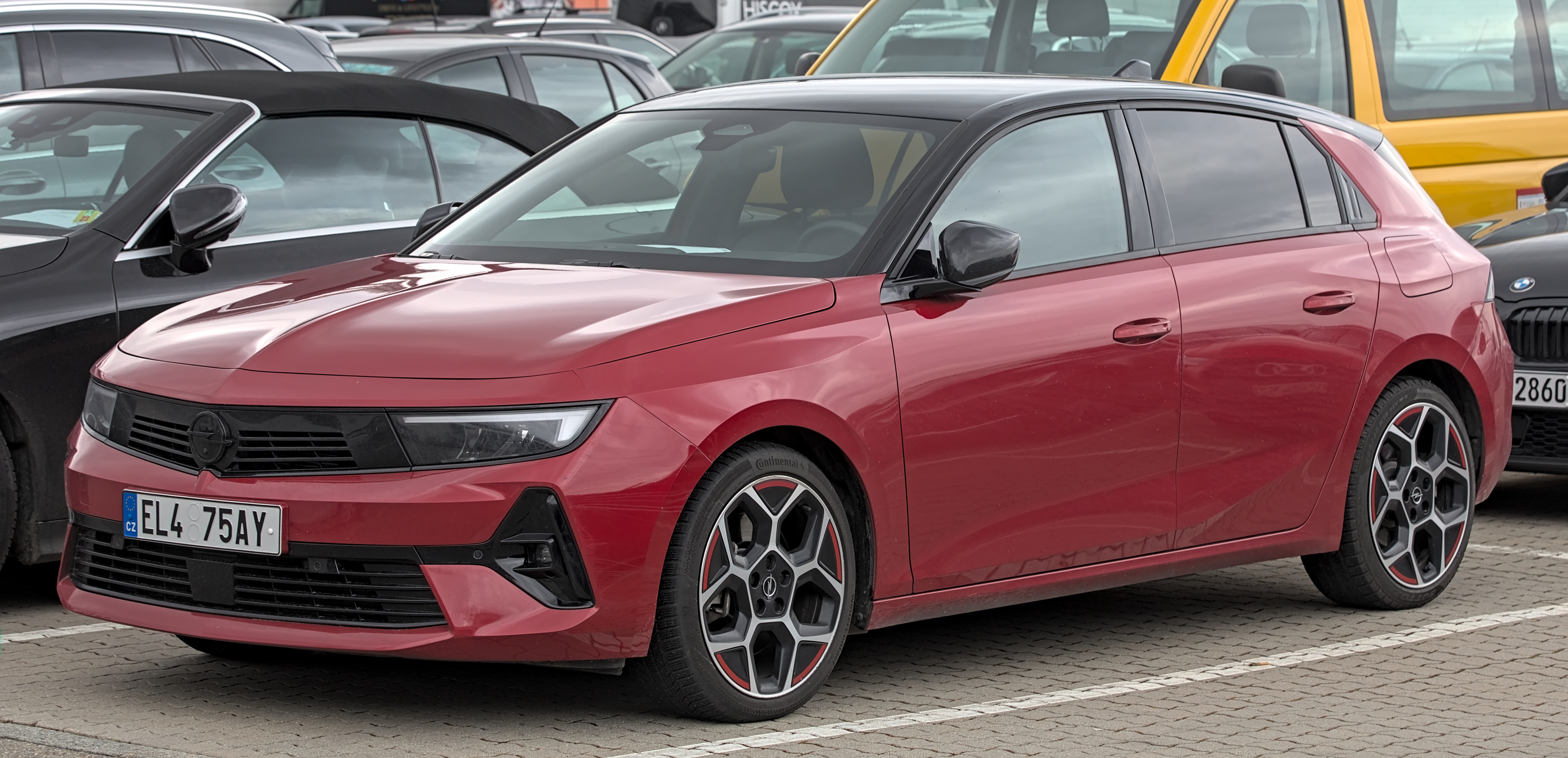
Opel Astra L
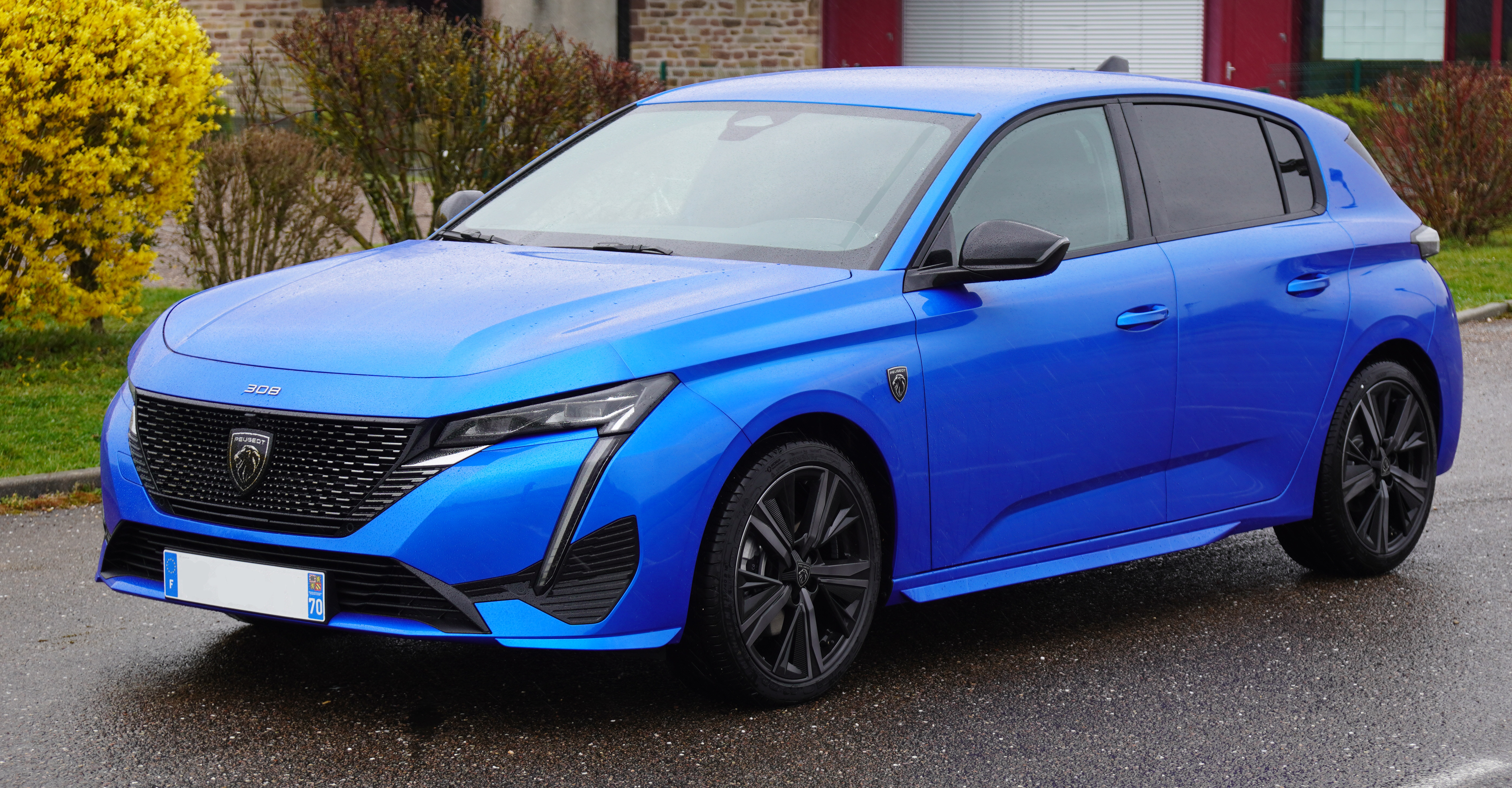
Peugeot 308 III
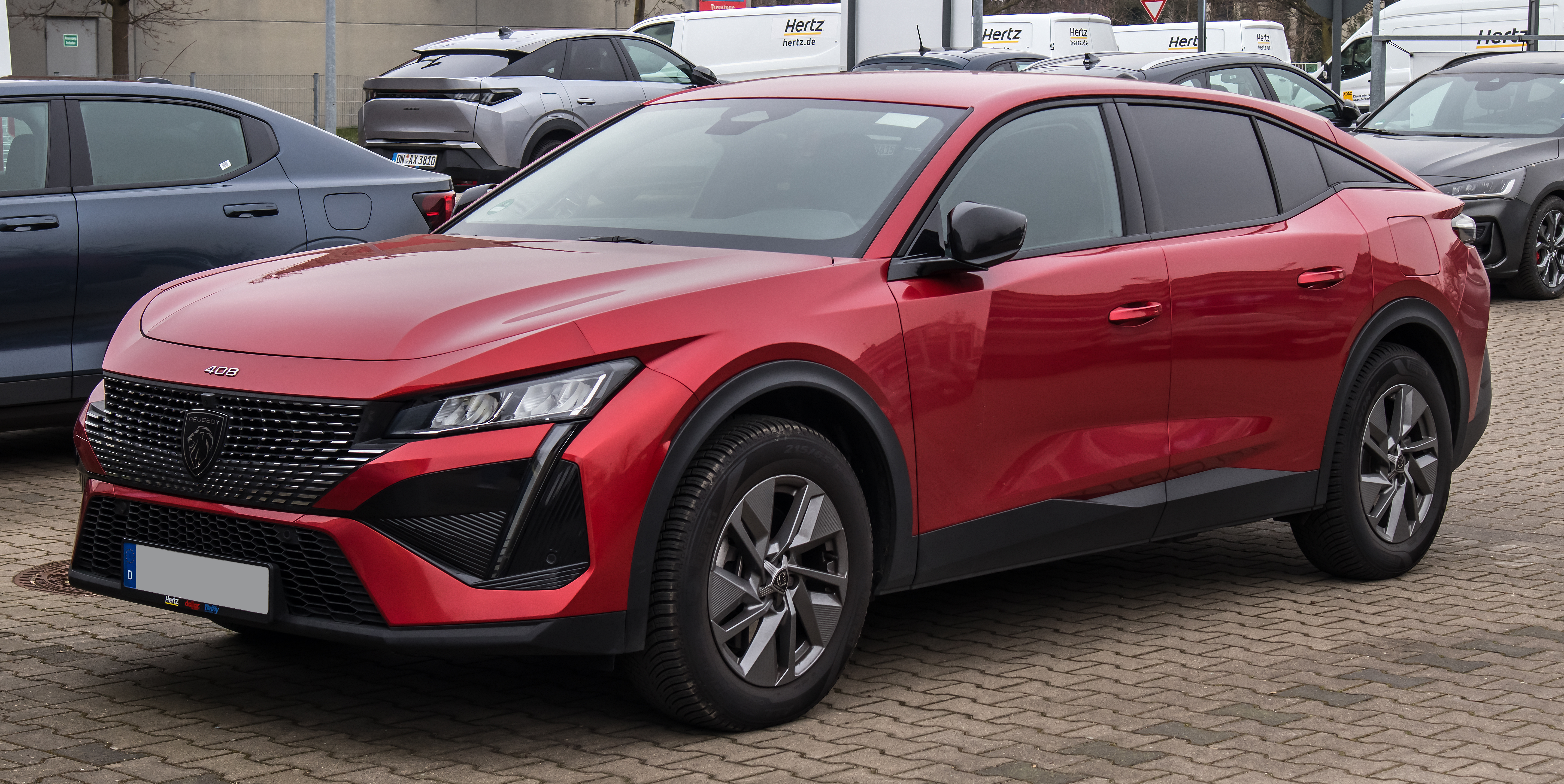
Peugeot 408

### eVMP
- DS N°4 (D41, 2025–actualidad)
- Opel Astra-e L (OV51/OV52, 2023–actualidad)
- Peugeot e-308 III (P51/P52, 2022–actualidad)
- Peugeot e-408 (P54, 2025–actualidad)

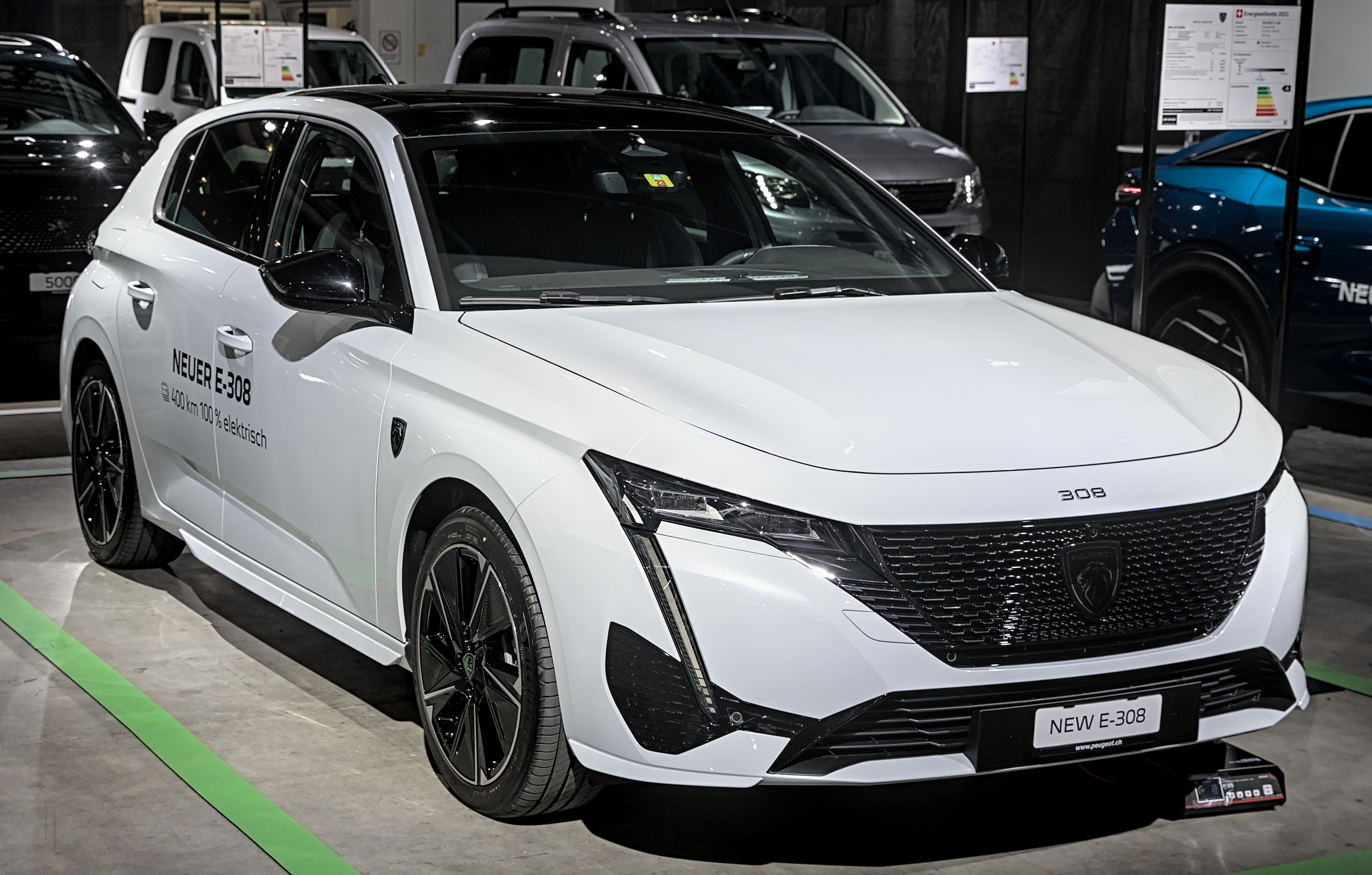
Peugeot e-308 III

### STLA Medium
El STLA Medium es una versión actualizada del EMP2 V4.
Vehículos que utilizan la plataforma (períodos):
- Peugeot e-3008 III (e-P64, 2023–actualidad)
- Peugeot e-5008 III (e-P67, 2024–actualidad)
- Opel Grandland II (2024–actualidad)
- Citroën C5 Aircross II (CR3, 2025-actualidad)[22]
- Jeep Compass III (J4U, 2025-actualidad)[23]
- DS N°8 (D85, 2025–actualidad)
- DS N°7 (2026,próximamente)
- Lancia Gamma (2026, próximamente)
- Alfa Romeo Giulietta (2028, próximamente)[24]
- Lancia Delta (2028, próximamente)

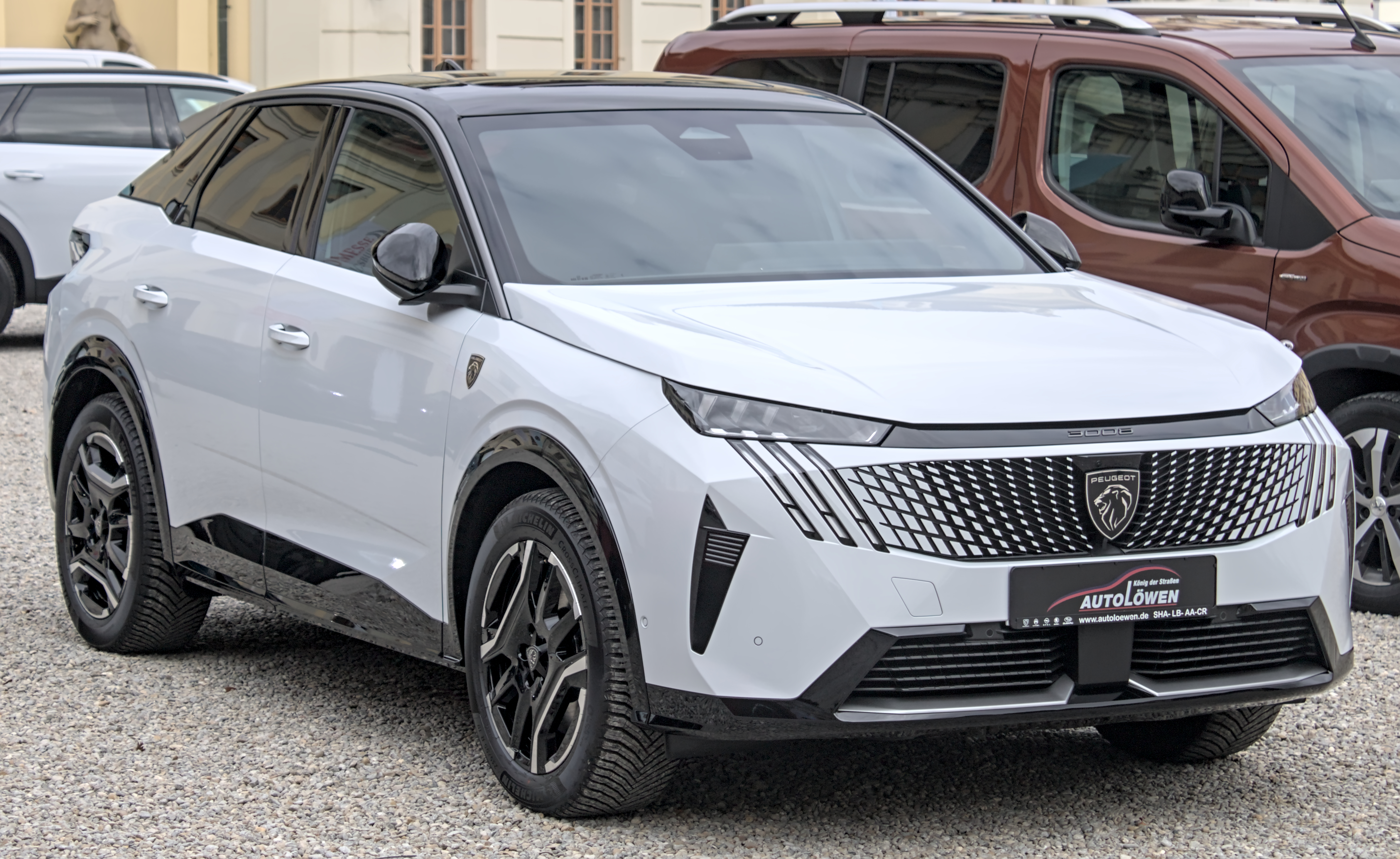
Peugeot e-3008 III
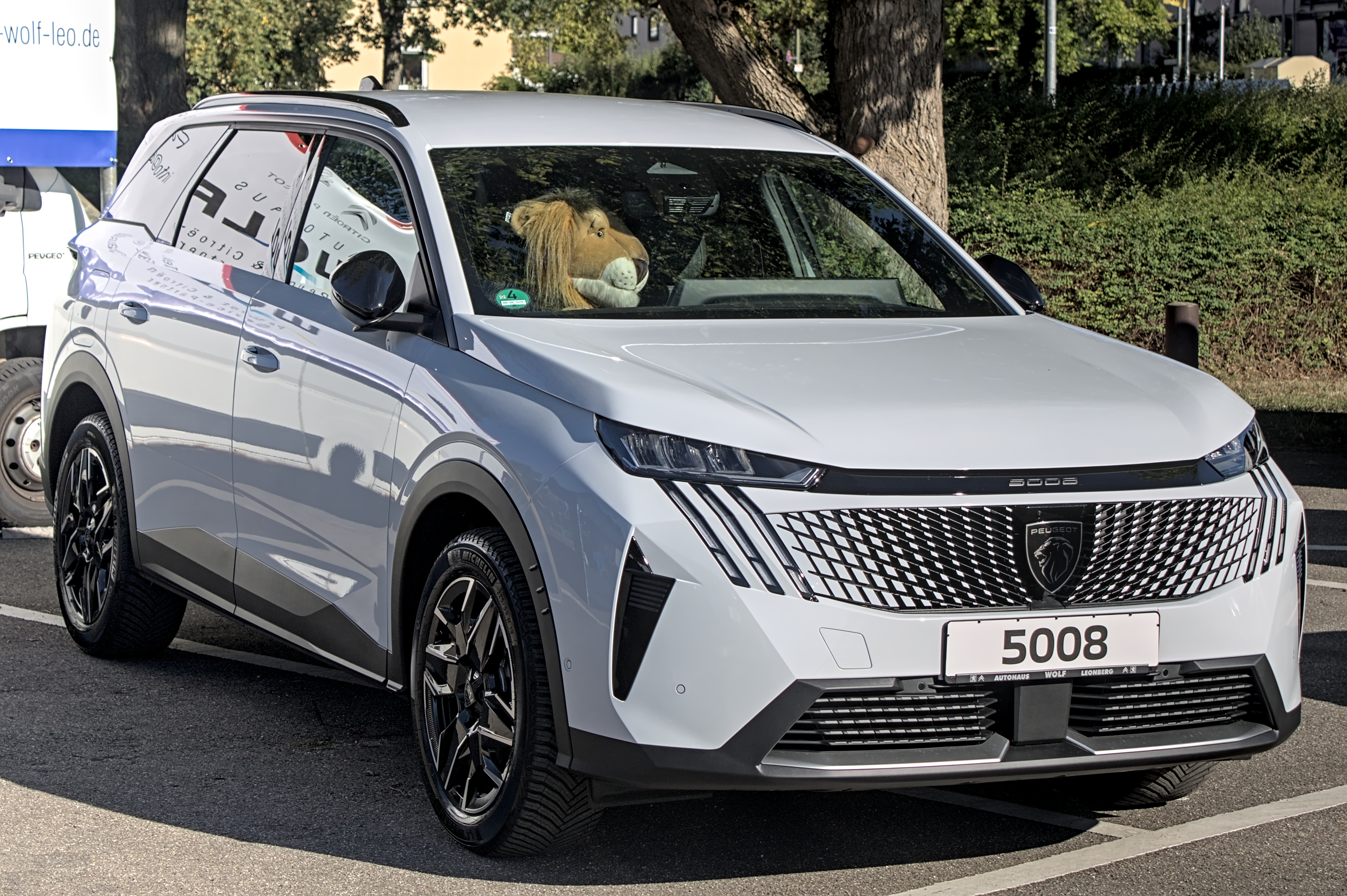
Peugeot e-5008 III
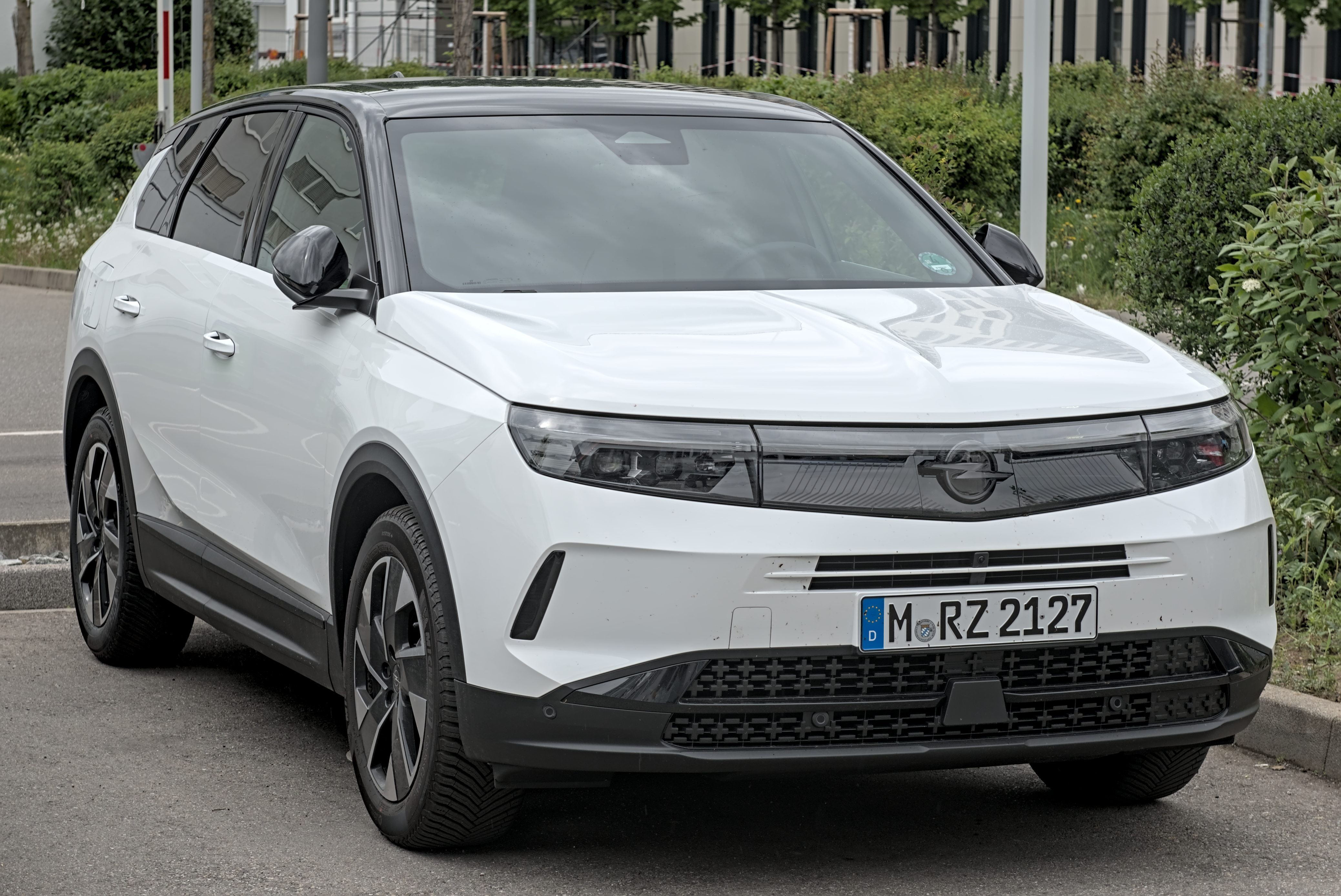
Opel Grandland II
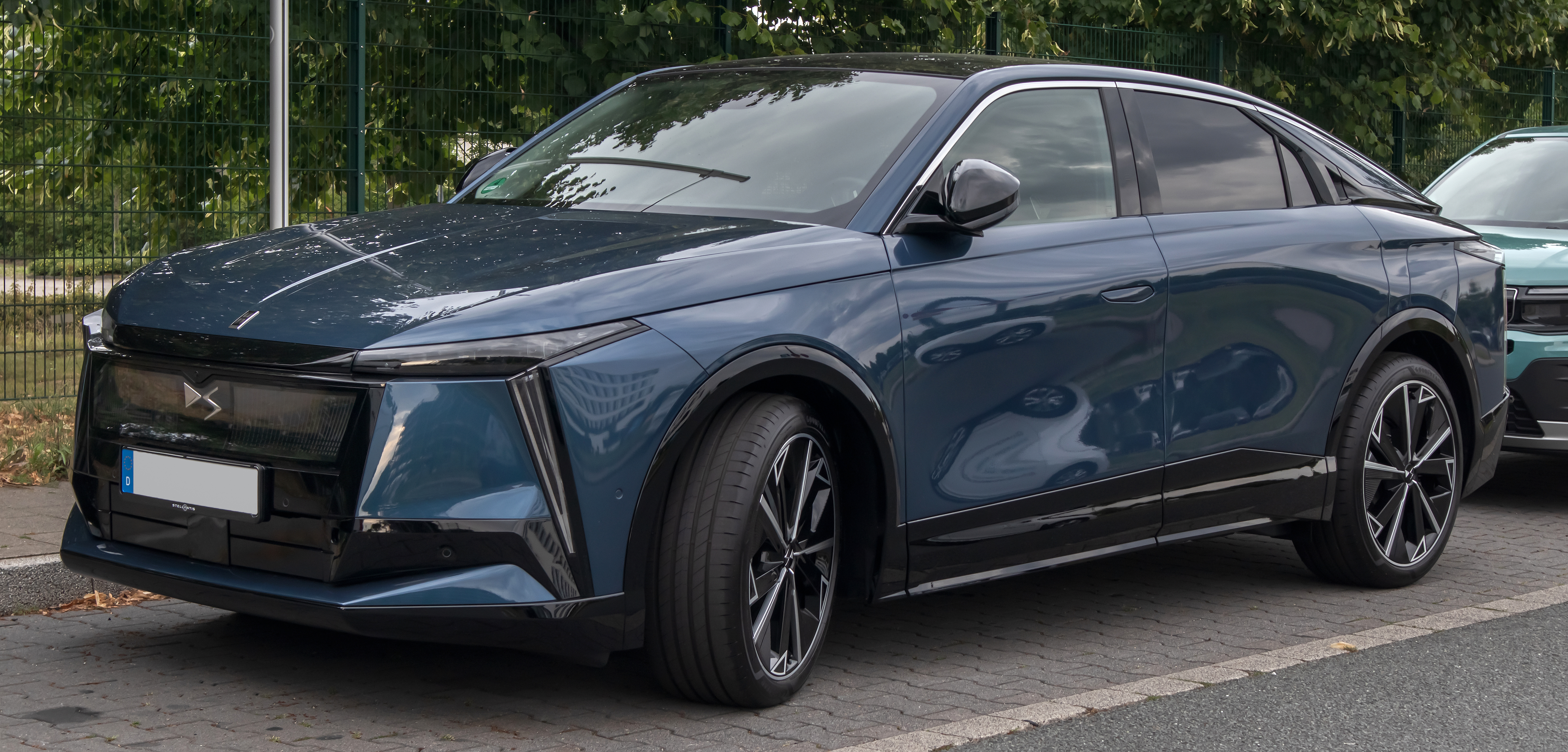
DS N°8

### Modificada
- Citroën Berlingo III (K9, 2018–actualidad; la parte delantera adoptó el EMP2 mientras que la sección trasera se deriva de la generación anterior)[25][26][27]
  - Peugeot Partner (2018–actualidad)
  - Peugeot Rifter (2018–actualidad)
  - Opel/Vauxhall Combo (2018–actualidad)
  - Vauxhall Combo (2018–actualidad)
  - Toyota ProAce City (2019–actualidad)
  - Fiat Doblò (2022–actualidad)

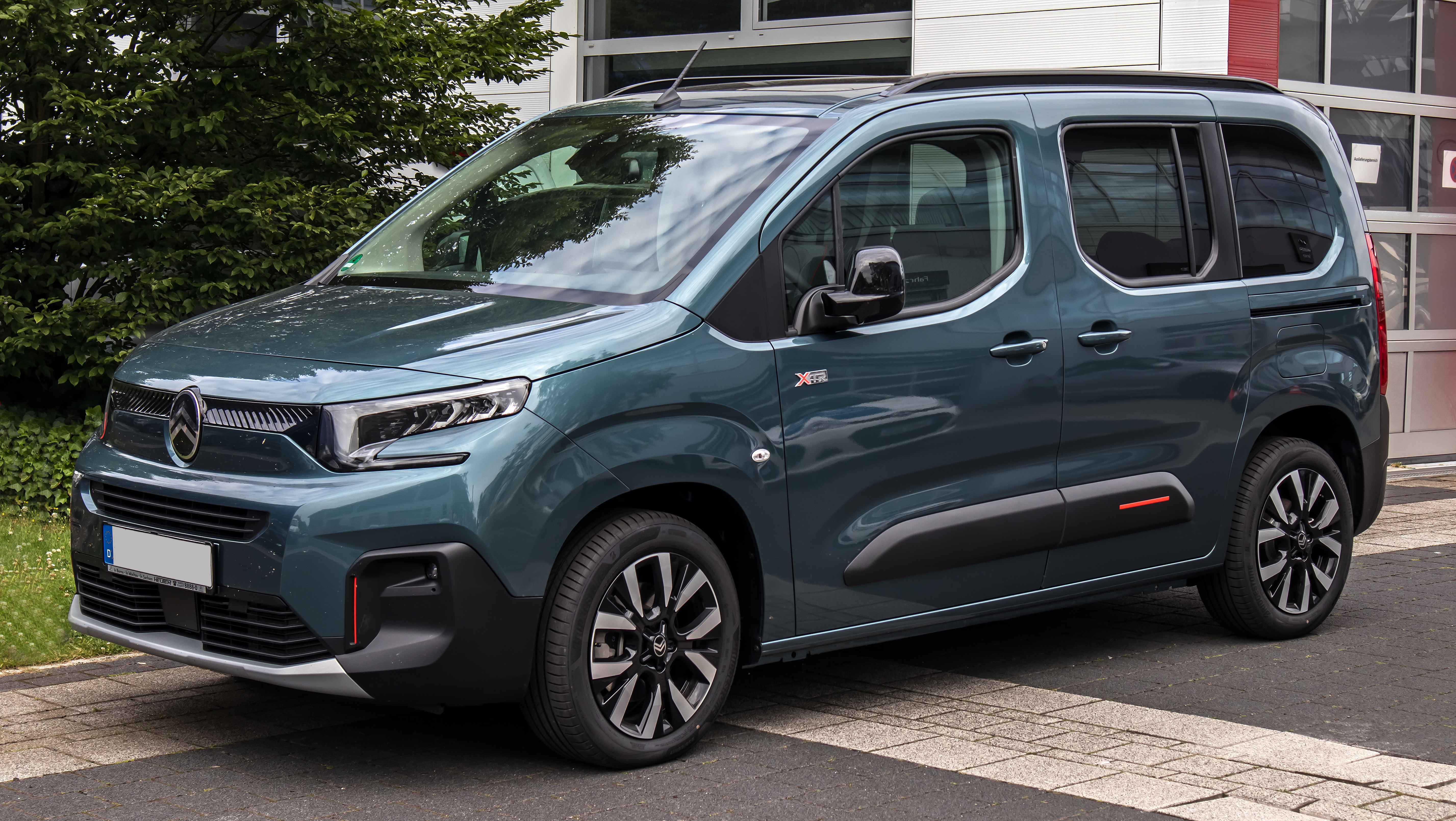
Citroën Berlingo III
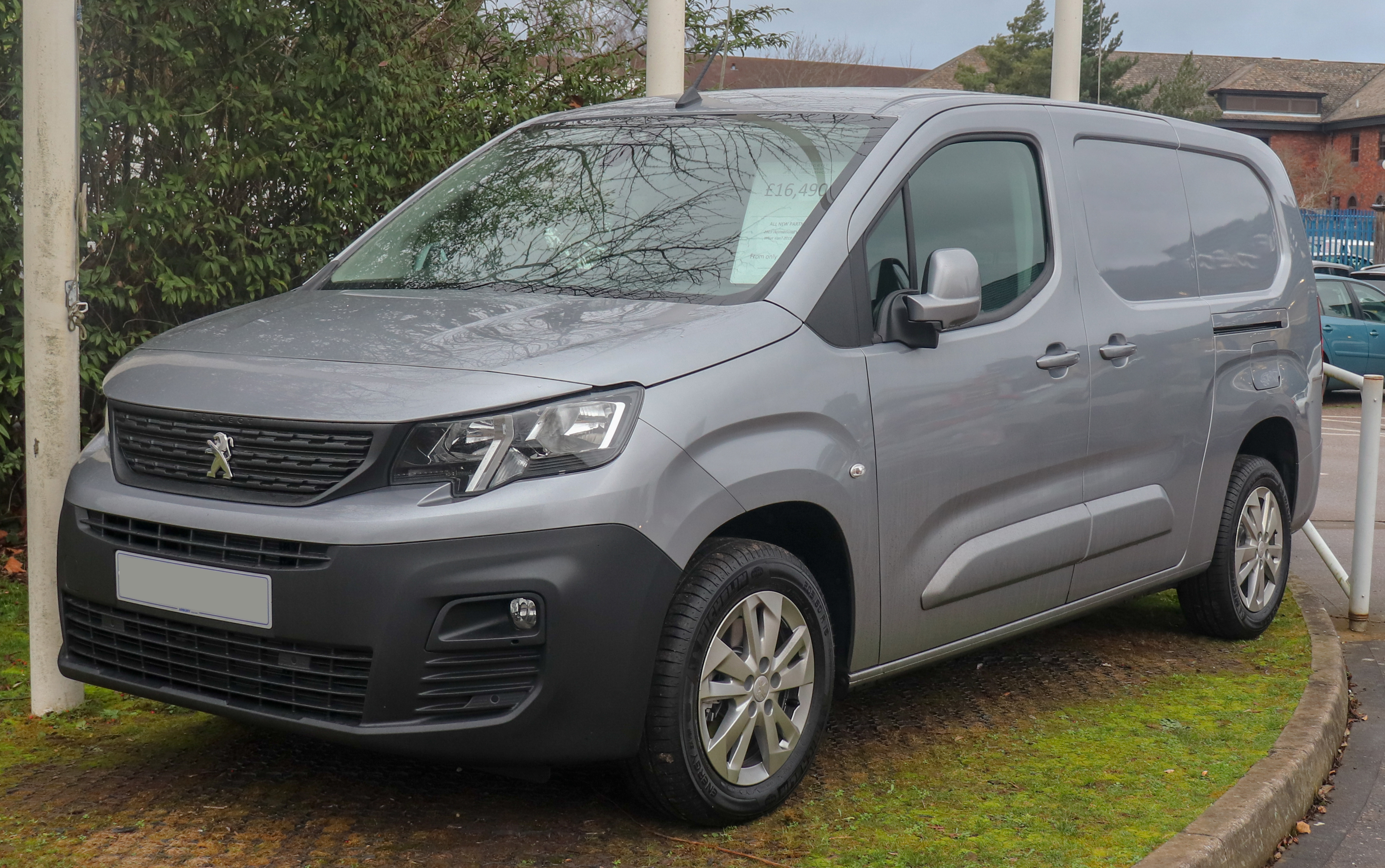
Peugeot Partner
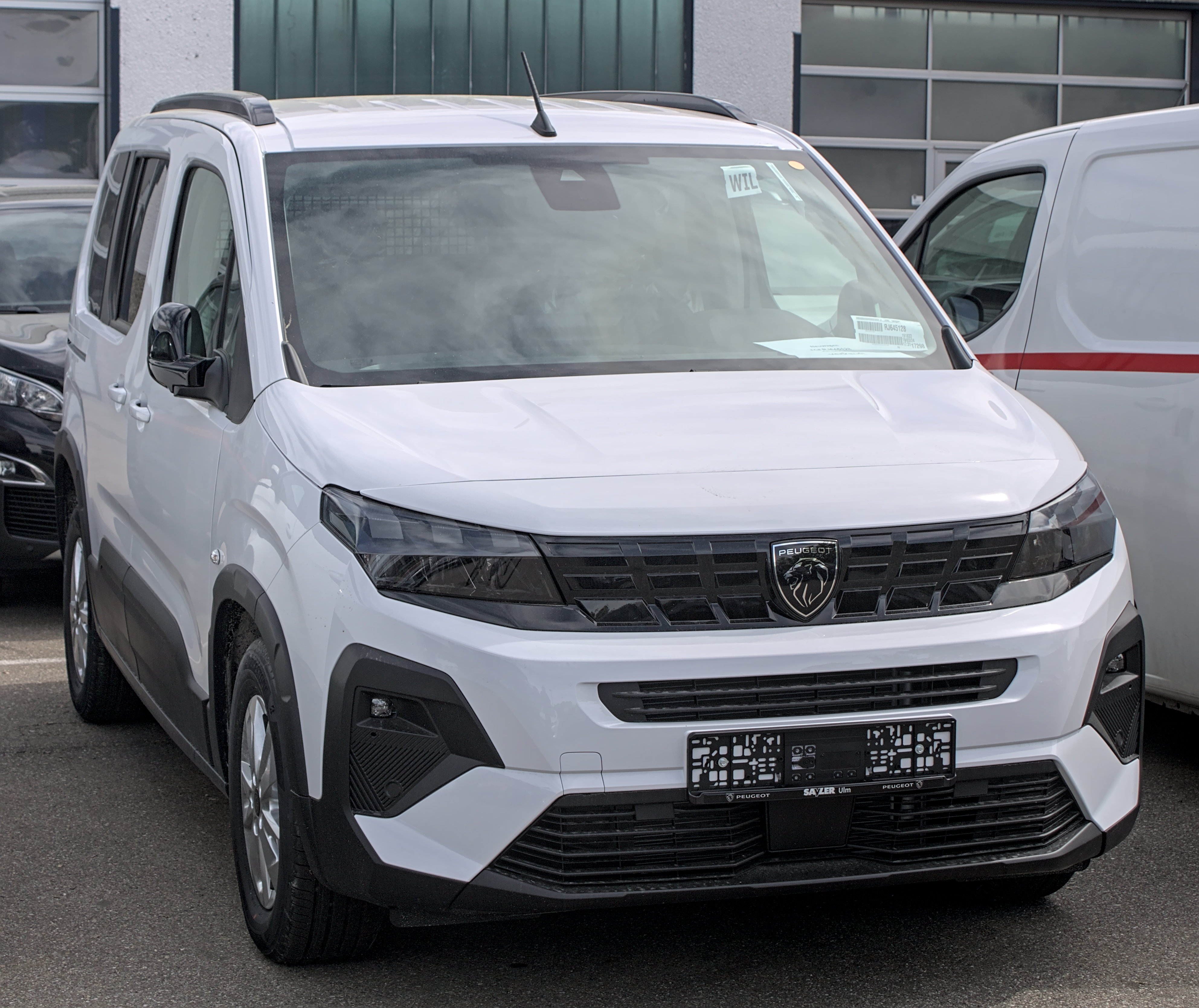
Peugeot Rifter
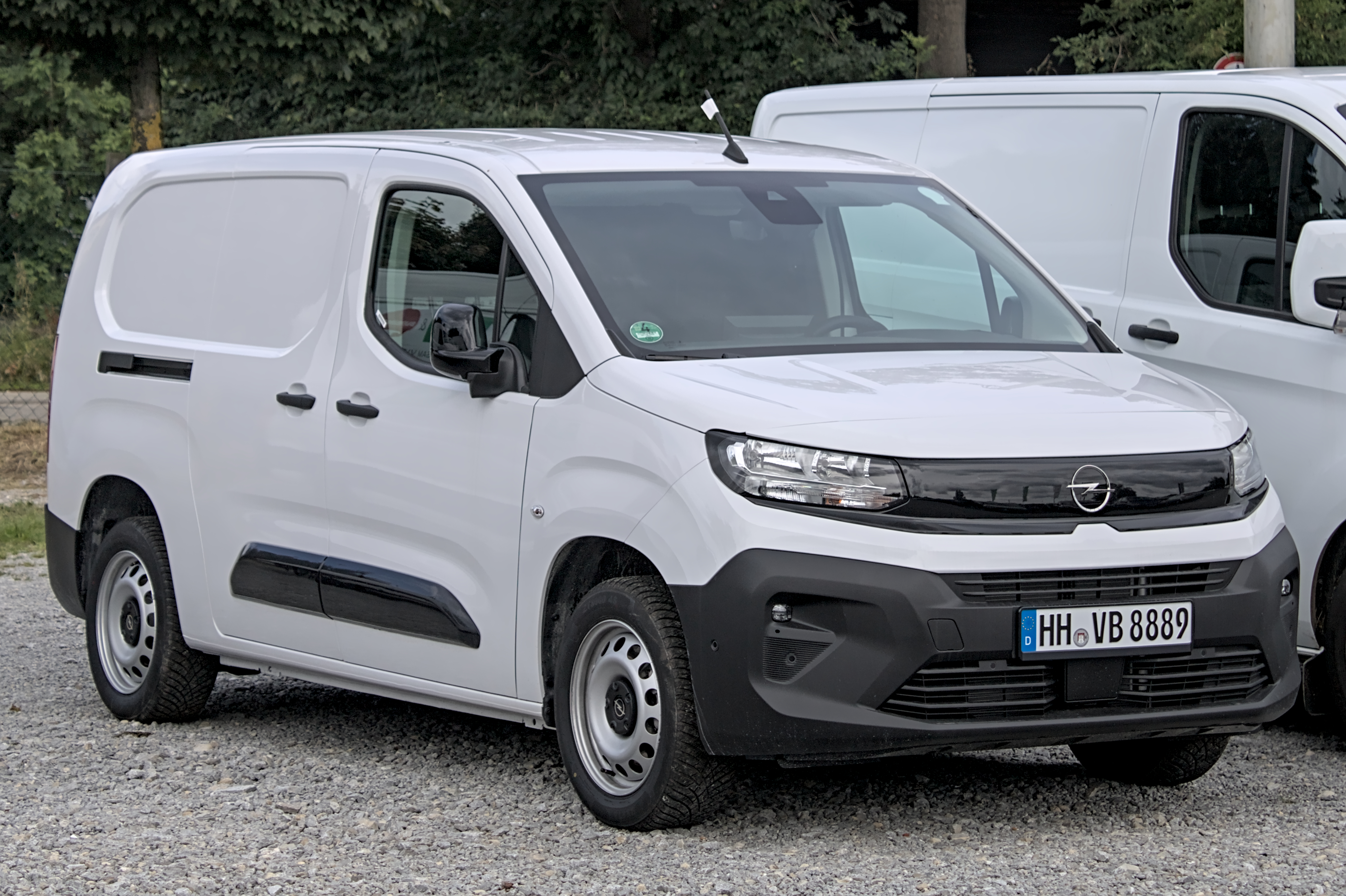
Opel/Vauxhall Combo
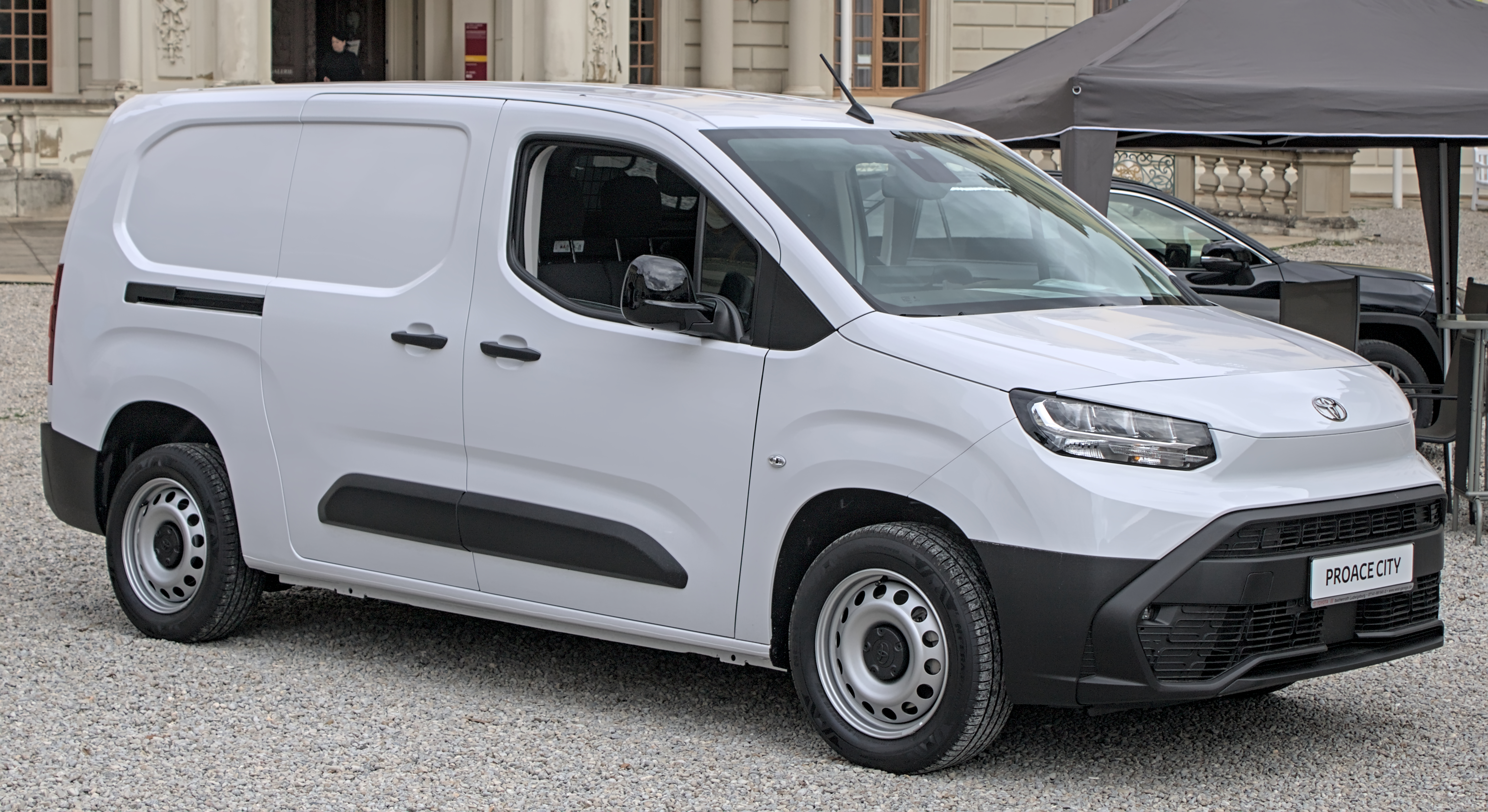
Toyota ProAce City
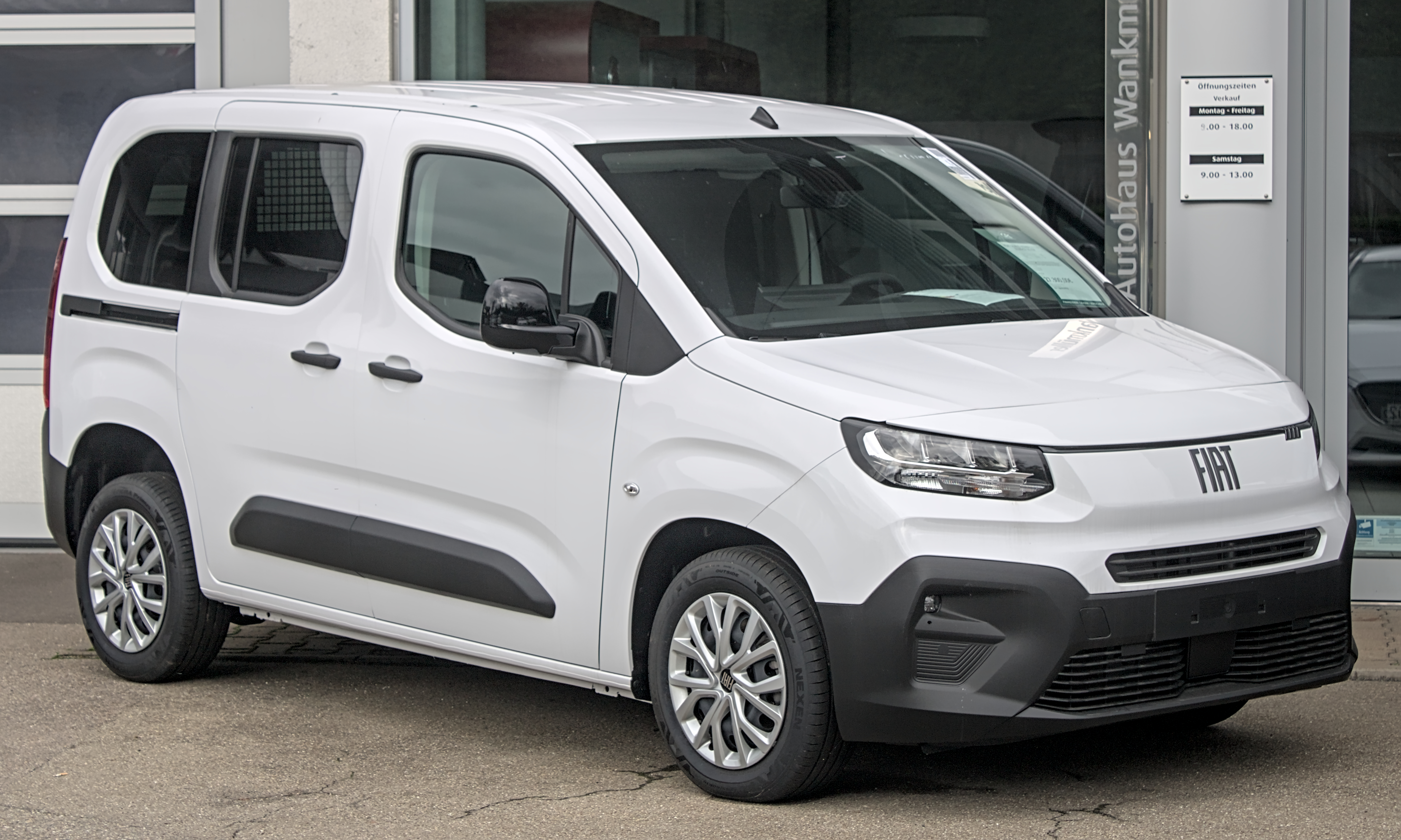
Fiat Doblò

### Sin especificar
- Citroën Jumpy III (2016–actualidad)[28]
  - Citroën Dispatch (2016–actualidad)
  - Citroën SpaceTourer (2016–actualidad)
  - Peugeot Expert (2016–actualidad)
  - Peugeot Traveller (2016–actualidad)
  - Toyota ProAce (2016–actualidad)
  - Toyota ProAce Verso (2016–actualidad)
  - Opel/Vauxhall Vivaro (2019–actualidad)
  - Opel Zafira Life (2019–actualidad)
  - Fiat Scudo (2022–actualidad)
  - Fiat Ulysse (2022–actualidad)
  - Iveco eJolly (2025-actualidad)

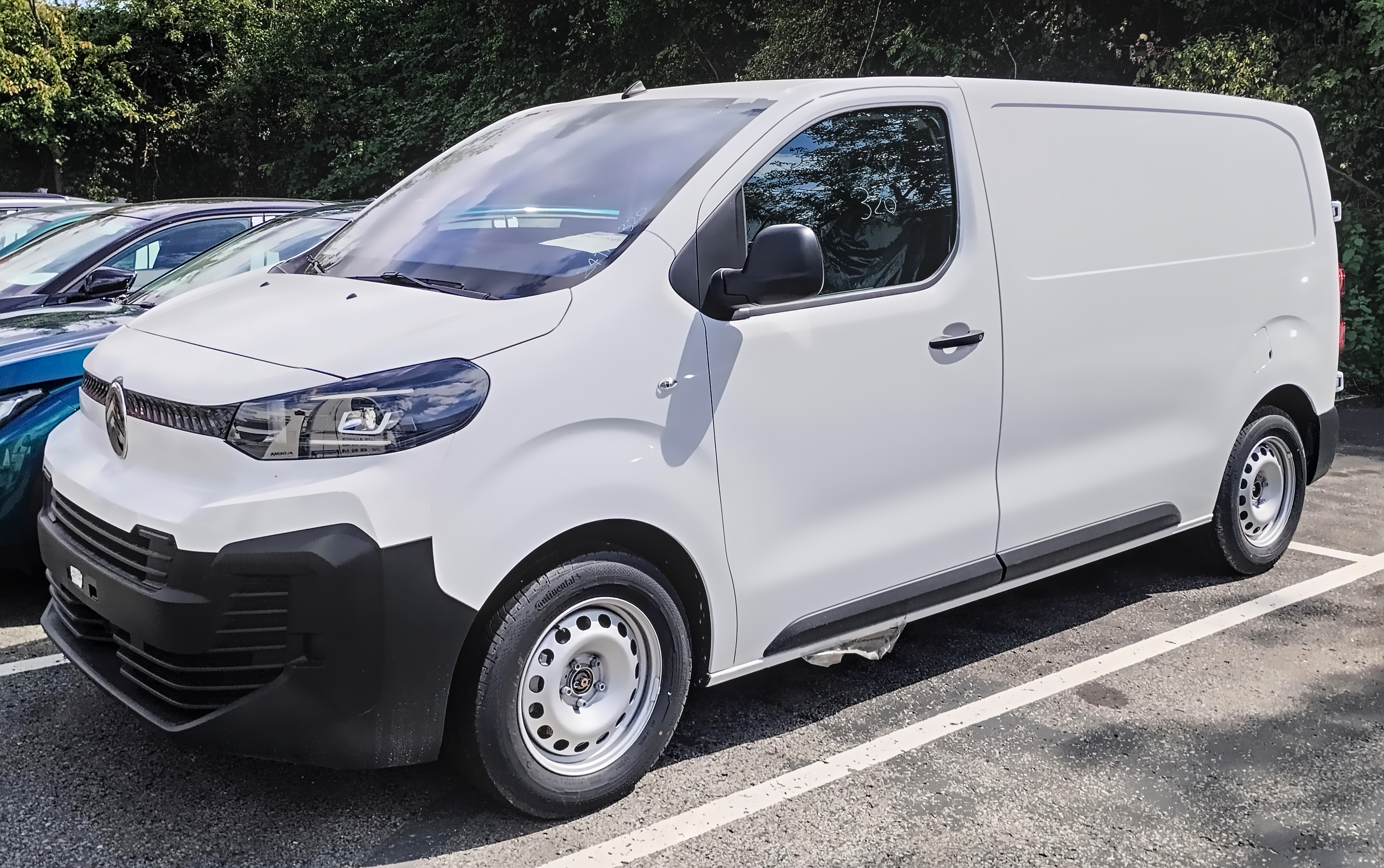
Citroën Jumpy III
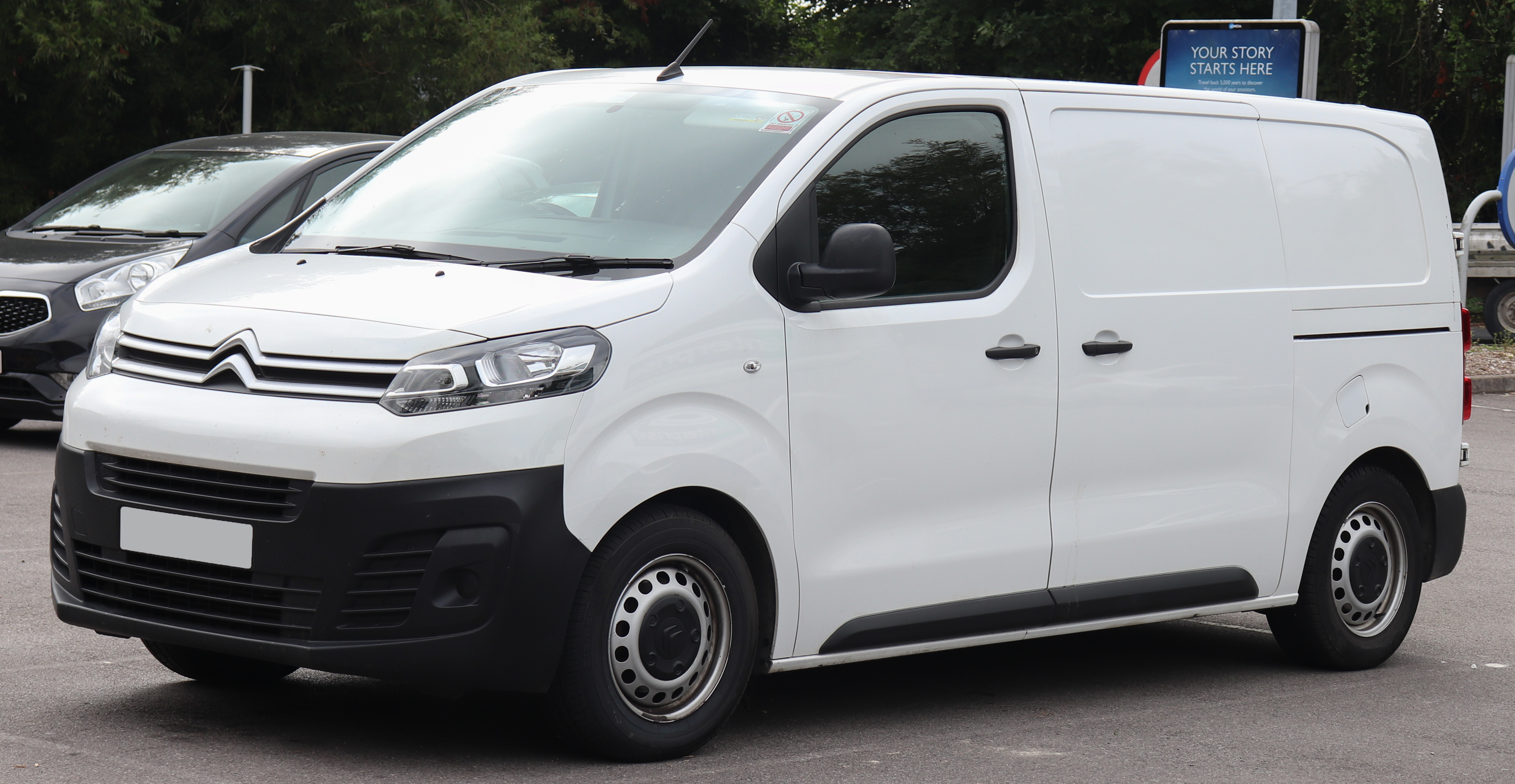
Citroën Dispatch
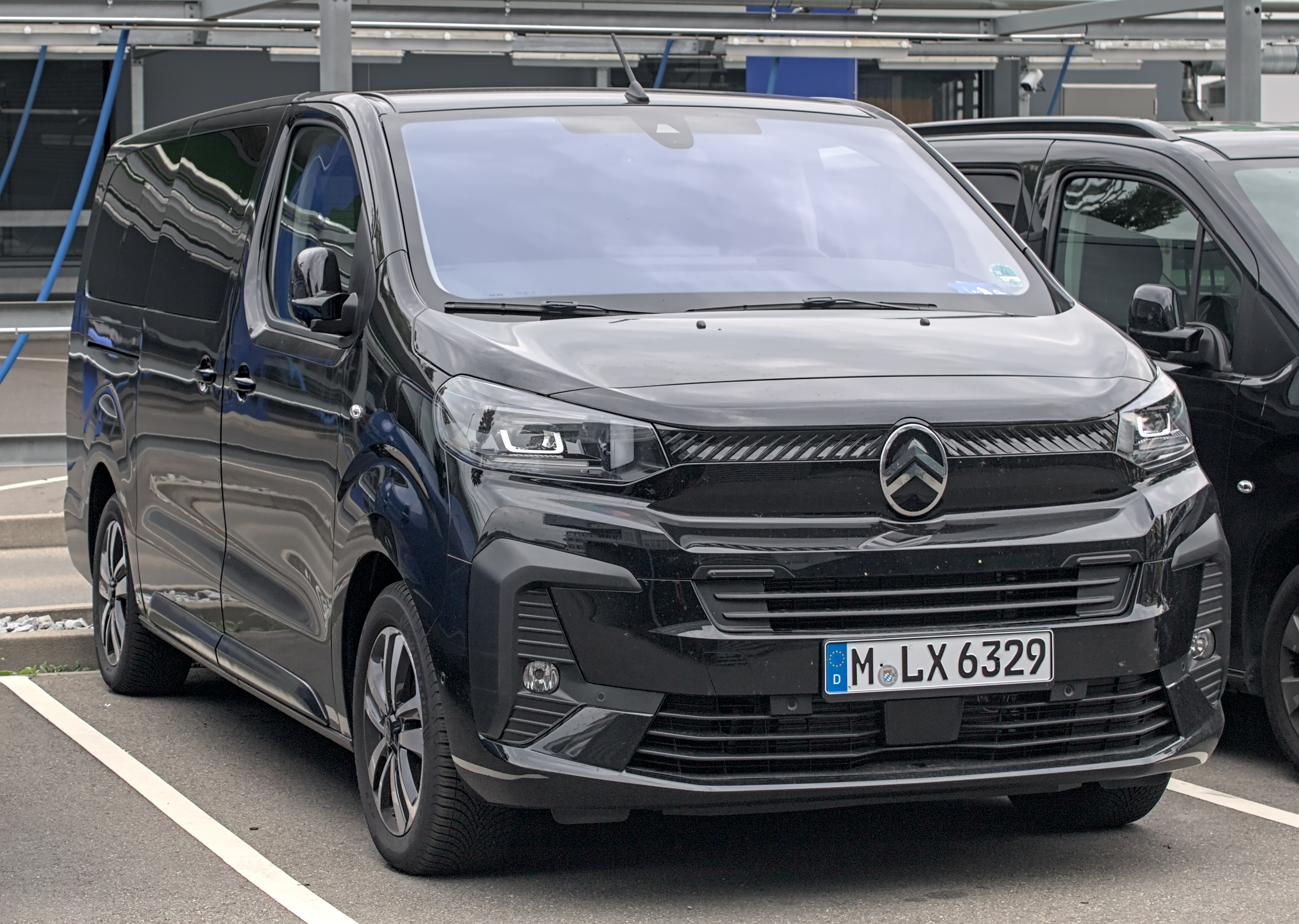
Citroën SpaceTourer
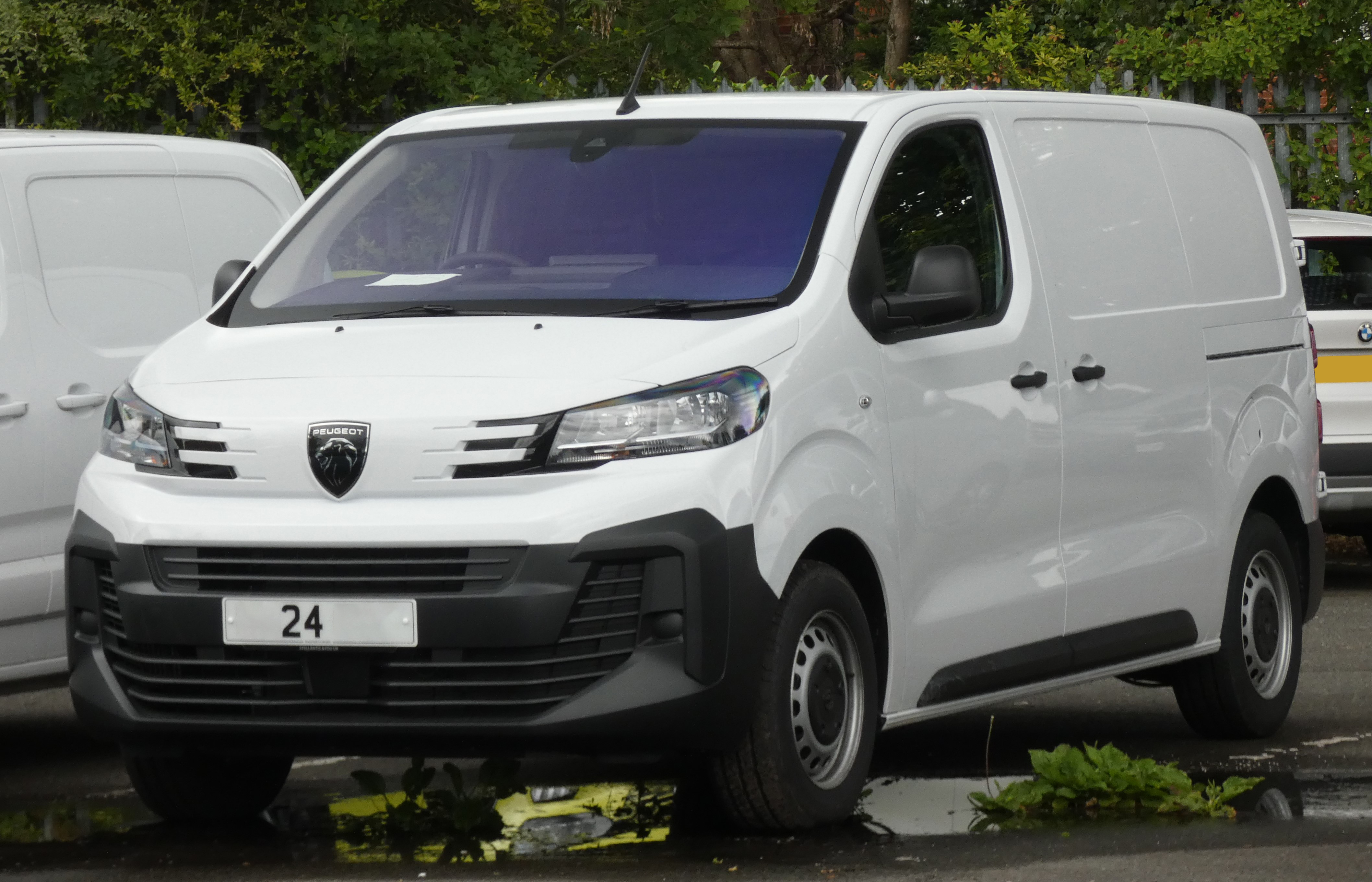
Peugeot Expert
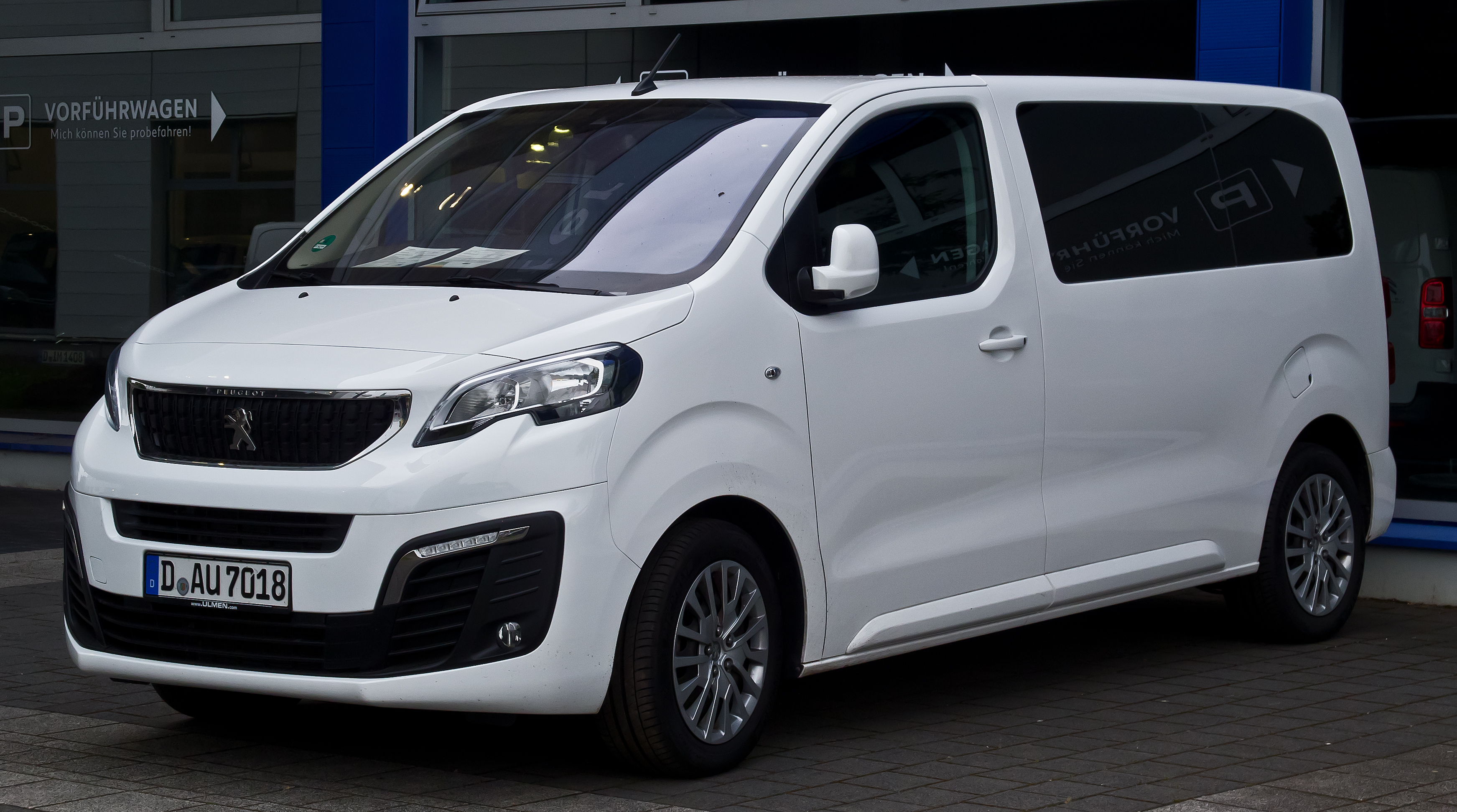
Peugeot Traveller
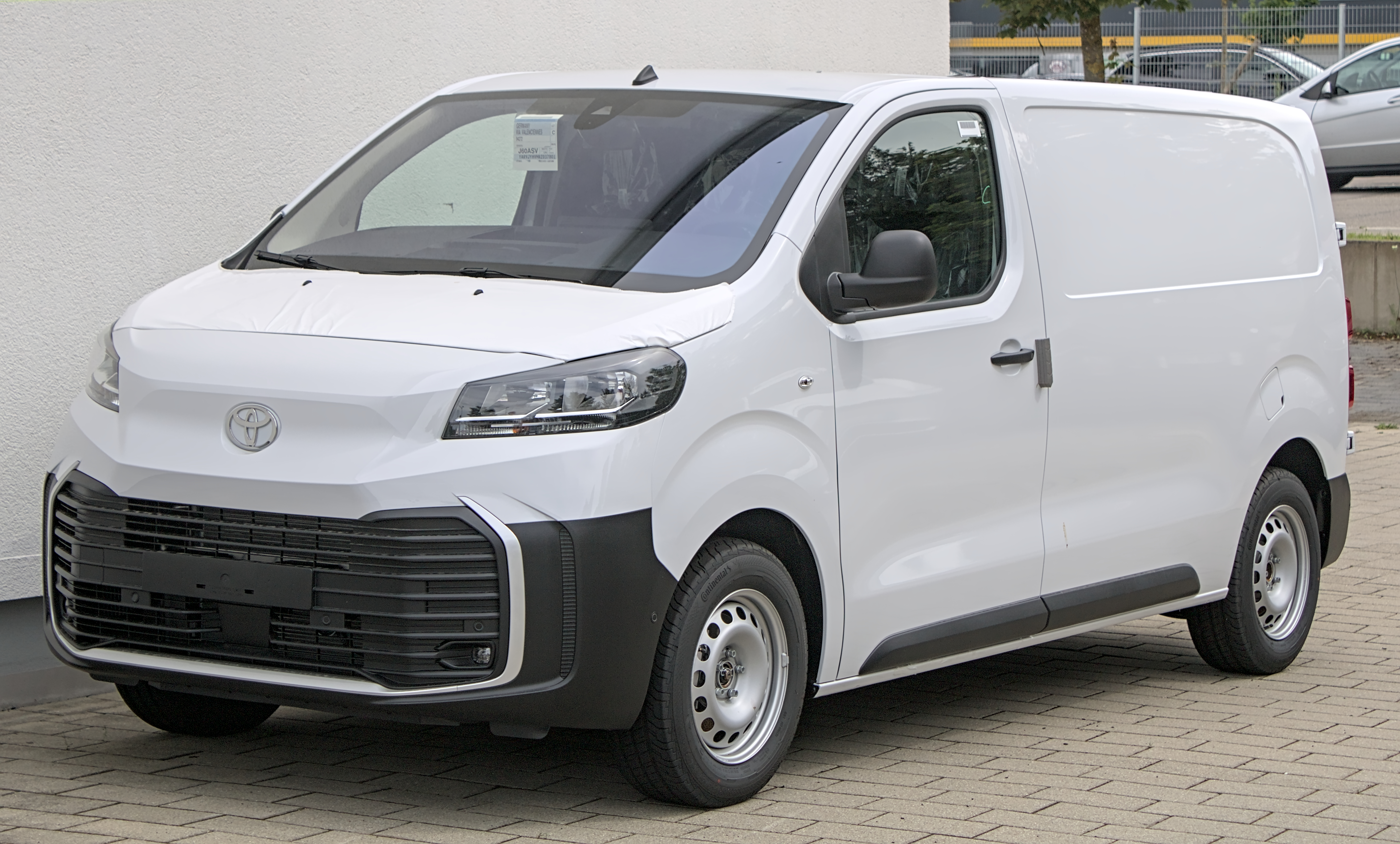
Toyota ProAce
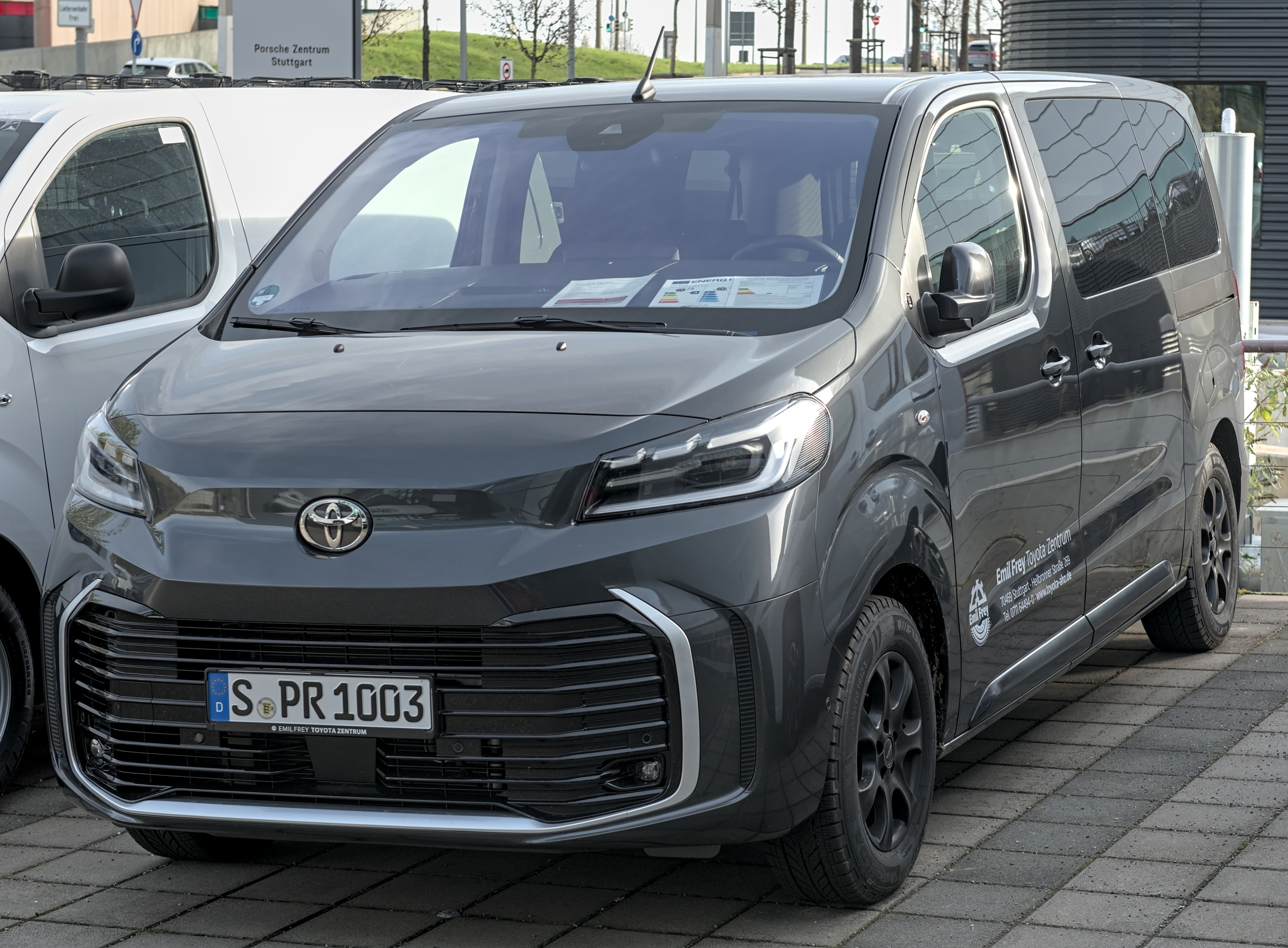
Toyota ProAce Verso
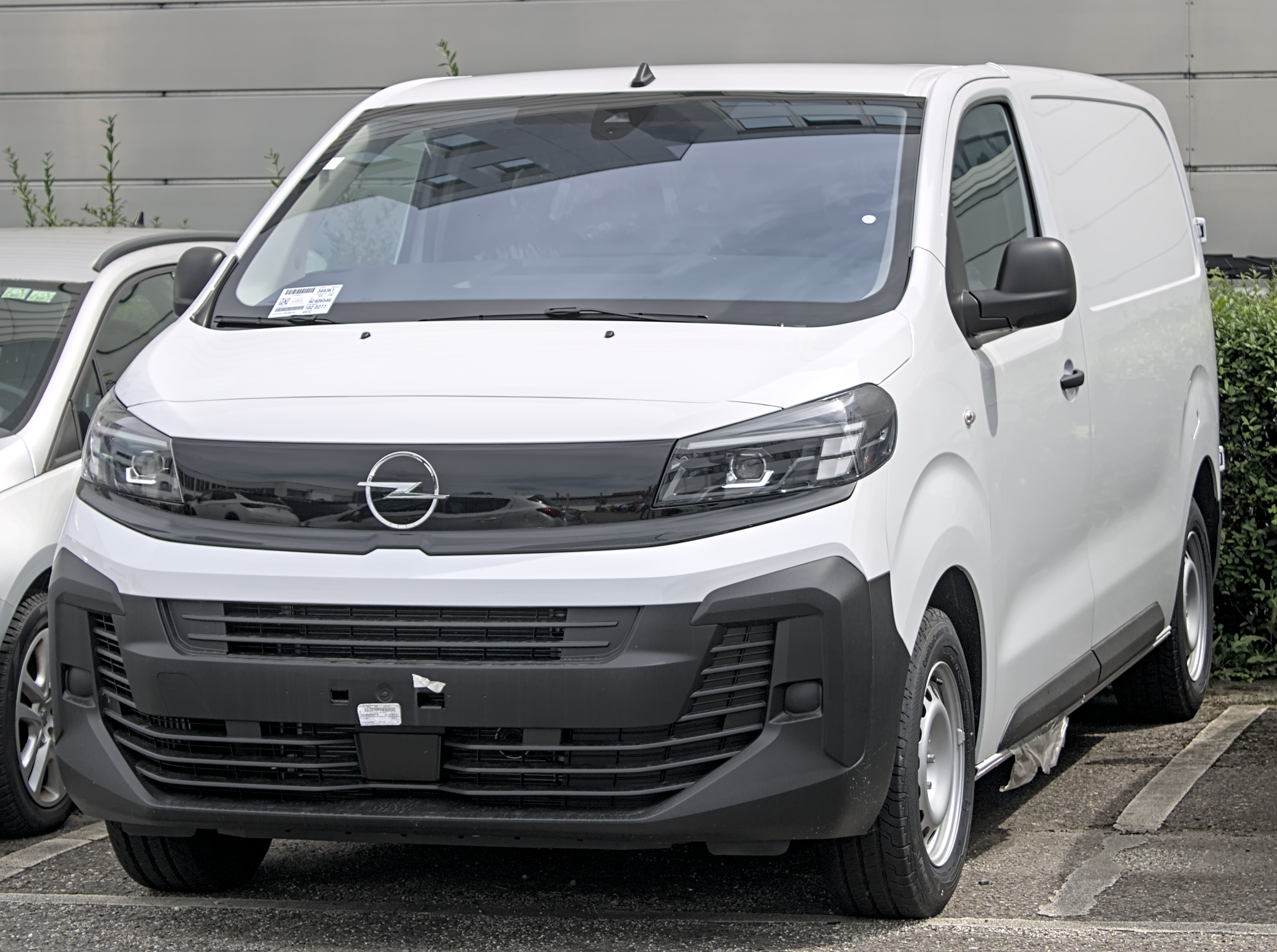
Opel/Vauxhall Vivaro
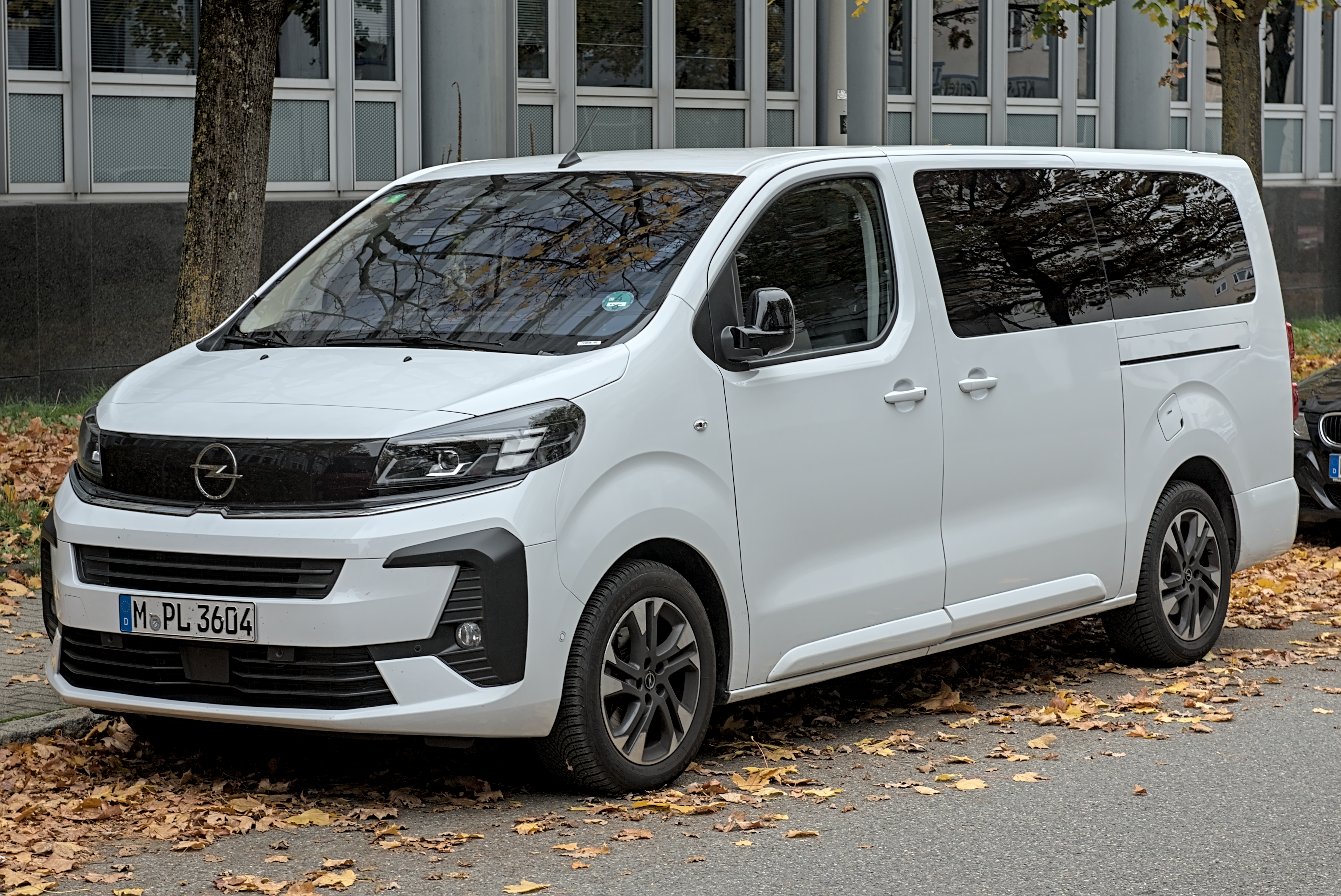
Opel Zafira Life
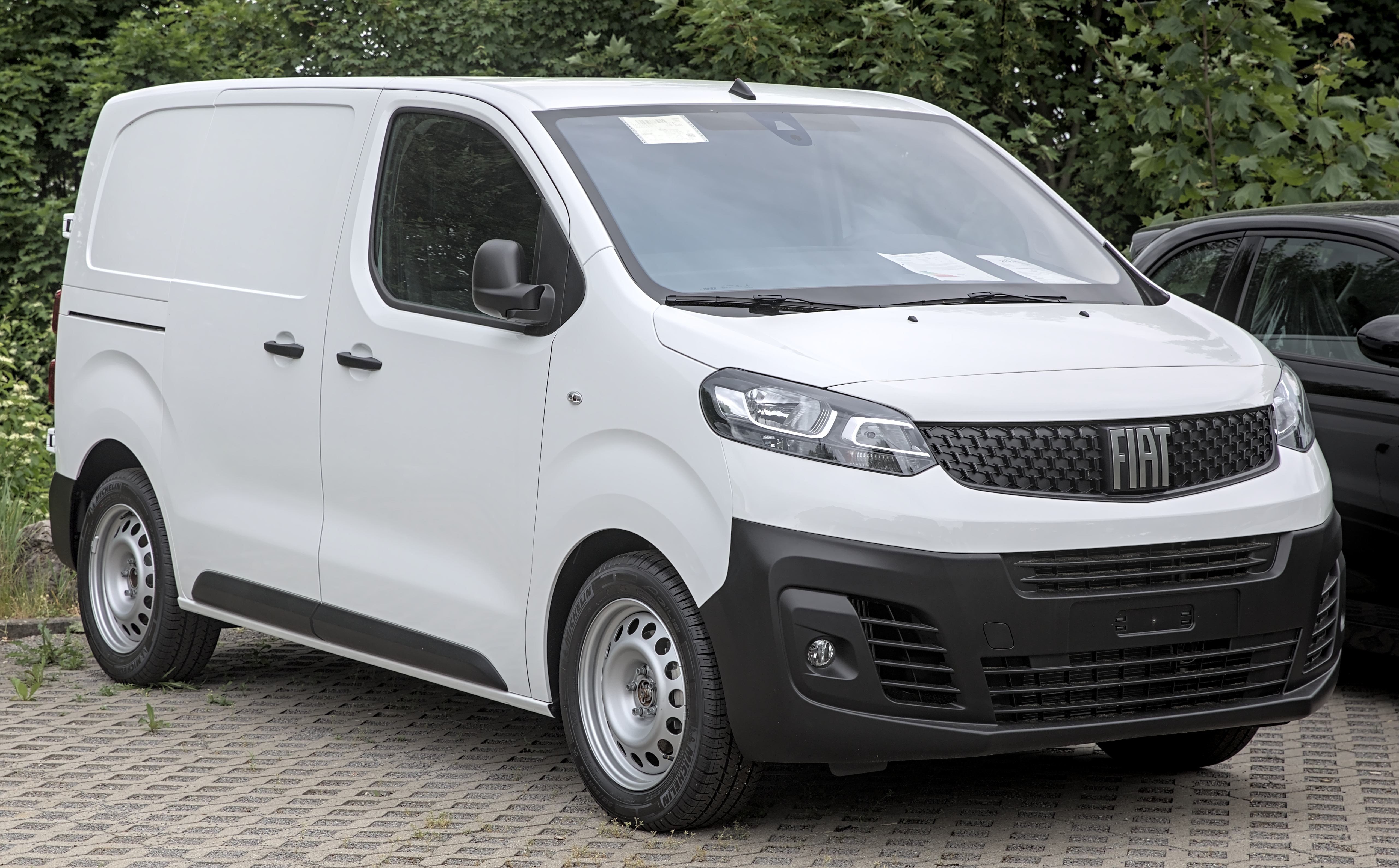
Fiat Scudo
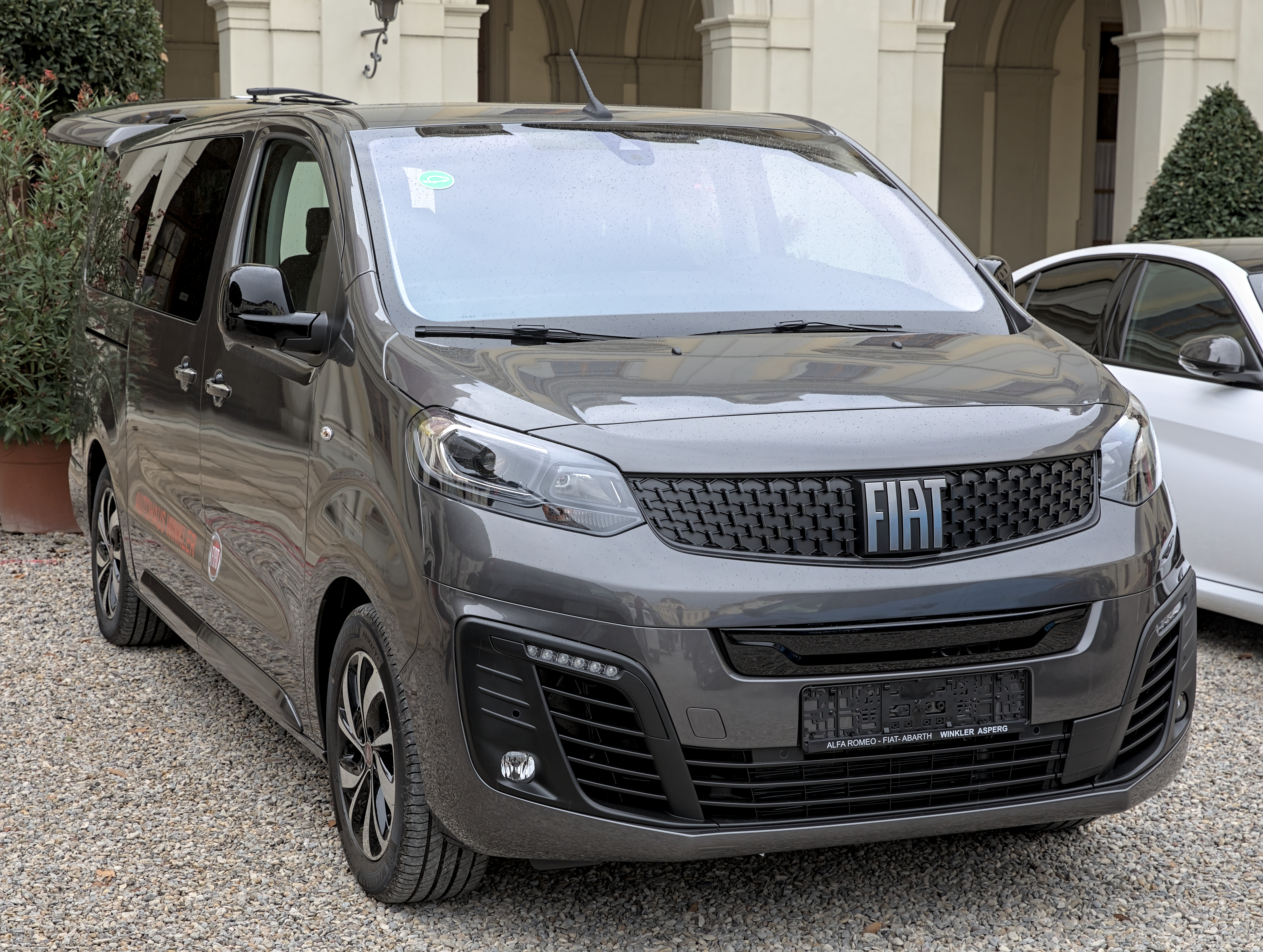
Fiat Ulysse